# Football et politique
Cet article traite de différents liens entre le football et la politique.
À cause de son importante audience, le football entretient très tôt des liens forts avec la politique, que ce soit sur le plan local ou international.

## Enjeux locaux et sociétaux
En favorisant le dialogue entre les peuples, le sport, et le football en particulier, joue un rôle non négligeable au niveau de l'évolution des mentalités et de la progression des droits de l'homme. De la parité homme-femme, à la lutte contre le racisme et l'intolérance en passant par la liberté d'expression, le football offre un champ d'expérience mettant en lumière tantôt des avancées innovantes, tantôt des retards étranges.

### L'influence des acteurs politiques locaux

#### EnFrance: la municipalisation des clubs
Comme l'annonce clairement Alfred Wahl : « Au niveau le plus modeste, celui du village, l'association sportive constitue un champ d'affrontement entre notables car elle peut devenir un marchepied pour l'accession au pouvoir ». Le match de football opposant le Dynamo de Peppone à La Gaillarde de Don Camillo dans le film Le Petit Monde de don Camillo (1951) illustre sur le ton de l'humour cette situation. L'existence de plusieurs clubs rivaux dans la même ville appartient en général au passé, notamment dans les villes moyennes. En France, où les autorités ont veillé, dès les années 1930, à appliquer la règle : « un club, une ville », contrairement à de nombreuses grandes villes au sein desquelles coexistent plusieurs clubs.
On parle ainsi de municipalisation du club, avec de nombreuses conséquences. Les communes possèdent généralement les installations sportives et ont longtemps eu droit de vie ou de mort sur les clubs en accordant ou en refusant des subventions. La montée en puissance des droits versés par la télévision permet aux clubs professionnels de s'émanciper un peu, mais le problème reste entier au niveau amateur.
Signe fort de cette municipalisation du football en France, le nom donné aux stades, qui - dans beaucoup de cas par rapport au reste du monde - prennent le nom d'un élu local plus ou moins impliqué dans la vie associative. Citons ainsi à titre d'exemples : 
- Ajaccio : François Coty
- Aubervilliers : André Karman
- Bordeaux: Jacques Chaban-Delmas
- Brest : Francis Le Blé
- Bourges : Jacques-Rimbault
- Caen : Michel d'Ornano
- Chamalières : Claude Wolff
- Châteauroux : Gaston Petit
- Cherbourg : Maurice Postaire
- Clermont-Ferrand : Gabriel Montpied
- Dijon : Gaston Gérard
- Gueugnon : Jean Laville
- Hazebrouck : Auguste Damette
- Laval : Francis Le Basser
- Le Havre : Jules Deschaseaux
- Lille : Pierre Mauroy
- Lorient : Yves Allainmat
- Martigues : Francis Turcan
- Moulins : Hector Rolland
- Nice : Charles Ehrmann
- Niort : René Gaillard
- Poitiers : Michel Amand
- Saint-Maur-des-Fossés : Adolphe Chéron
- Sedan : Émile Albeau
- Vesoul : René Hologne
- Villefranche-sur-Saône : Armand Chouffet

### Des espaces de contestations et de revendications pour les minorités et les opprimés

#### Des clubs fondés et soutenus par des minorités communautaires
En tant que sport d'origine britannique, le football est par essence un jeu importé par des immigrés. De grands clubs ont notamment été fondés par des immigrés britanniques : Oscar Cox à Rio de Janeiro, Charles William Miller à São Paulo, Thomas Donohe à Bangu, Isaac Newell (Newell's Old Boys) ou encore des travailleurs officiant dans des ports (Le Havre AC, Real Sociedad, Athletic Bilbao, etc.). Certains clubs célèbres ont même été fondé par des immigrés suisses (FC Barcelone, Stade helvétique, Sporting Club de Bastia) ou italiens (Boca Juniors). Toutefois, la dimension communautaire de ces institutions fut peu marquée au contraire de plusieurs clubs de football de haut niveau formés, soutenus et fortement identifiés à des communautés immigrées. Les plus fameux sont :
- en Jordanie : Al-Weehdat SC, fondé et basé dans le camp de réfugiés palestiniens d'Amman
- en Grèce :
  - Paniónios GSS et Apóllon Smýrnis fondés à Smyrne par des Grecs, dans ce qui était alors l'Empire ottoman. Après la guerre gréco-turque et l'échange de population qui s'ensuivit, ces clubs furent relocalisés à Athènes[5]
  - PAOK Salonique, fondé par des réfugiés grecs stambouliotes après leur installation à Thessalonique (l'acronyme "PAOK" signifie « Association sportive thessalonicienne des Constantinopolitains »)[6]
  - AEK Athènes, fondé par des réfugiés grecs d’Asie mineure
- à Chypre : APOEL Nicosie, fondé par des Grecs de Nicosie (l'acronyme "APOEL" signifie « Club de football athlétique des Grecs de Nicosie »)
- en  Macédoine : Shkëndija, Renova Džepčište et Shkupi, clubs issus de la communauté albanaise
- en Suède :
  - Syrianska FC, fondé par des Araméens orthodoxes originaires de Turquie et de Syrie
  - Assyriska FF, fondé par des réfugiés syriaques orthodoxes originaires de Turquie
  - Dalkurd FF, fondé par des immigrés politiques kurdes[7]
  - FBK Balkan, fondé par des immigrés yougoslaves
- en Écosse : Celtic Glasgow fondé par des immigrants irlandais et qui nourrit depuis lors un lien ténu avec la diaspora irlandaise
- en Allemagne : Türkiyemspor Berlin, fondé par des émigrés d’origine turque, en majorité originaires de la ville d’Izmir
- en France : US Lusitanos Saint-Maur, fondé par la communauté portugaise
- en Andorre : FC Lusitanos fondé par la communauté portugaise
- en Argentine : CD Armenio fondé par la communauté arménienne[8]
- au Brésil :
  - Palmeiras et Cruzeiro, dont les anciens noms étaient Societá Sportiva Palestra Italia, fondés par des communautés italiennes et dont le nom fut changé sous leur forme actuelle à cause de l'engagement du Brésil auprès des Alliés pendant la Deuxième Guerre mondiale
  - EC Pinheiros dont l'ancien nom était SC Germânia, fondé par la communauté allemande de São Paulo, dont le nom fut changé pour la même raison
  - Portuguesa (Rio), Portuguesa de Desportos (São Paulo) et Portuguesa Santista (Santos), fondés par des communautés portugaises
- au Pérou : Alianza Lima, fondé par des fils d’immigrés italiens et chinois et soutenu par la communauté afro-péruvienne
- au Chili : CD Palestino, fondé par la communauté palestinienne[9]
- au Canada : Toronto Croatia fondé par la diaspora croate de Toronto[10]
- en Australie : Sydney United fondé la diaspora croate d'Australie

#### Expression d'une identité indigène
En Amérique latine, certains clubs professionnels sont les porte-étendard des populations indigènes, à l'instar du Gavião Kyikatejê FC (en) dans l'État du Pará au Brésil et du Mushuc Runa SC en Équateur.

#### Expression d'une identité régionale
Certains clubs sont emblématiques de revendications régionales :
- le FC Barcelone avec le catalanisme[13]
- l'Athletic Bilbao et la Real Sociedad avec le nationalisme basque
- le DAC Dunajská Streda avec la minorité magyare de Slovaquie
- la JS Kabylie avec l'identité kabyle
- le Real Kashmir avec l'identité cachemirie
- le Bnei Saknin avec l'identité arabe

### L'influence des questions religieuses

#### Catholiques et protestants
Les différentes communautés religieuses d'Angleterre furent à l'origine de nombreux clubs de football après la création de la Football Association, si bien que dans les années 1880, un club de football sur quatre avait été créé par une paroisse. Parmi les clubs anglais les plus prestigieux d'origine ecclésiastique, citons Aston Villa, Bolton Wanderers et Everton.
Le conflit nord-irlandais a eu un impact sur le football de l'île. En Irlande du Nord, le principal club de Belfast, Linfield FC est composé exclusivement de joueurs protestants. Pendant longtemps, ses matches contre Cliftonville FC, club situé en plein quartier catholique, se jouaient sur terrain neutre à Windsor Park pour raison de sécurité. À la suite de la multiplication des incidents à domicile et à l'extérieur, le club catholique de Derry City FC joue désormais dans le championnat d'Irlande.
Point d'orgue de ce conflit, le massacre perpétré dans un bar de Loughinisland (en) le 18 juin 1994 par des miliciens de l'Ulster Volunteer Force. Des membres de cette milice loyaliste ont attaqué un bar régulièrement fréquenté par des catholiques et où été diffusé un match de la coupe du monde 1994 opposant la république d'Irlande à l'Italie. L'assaut a causé la mort de 6 personnes.
La situation est également tendue à Glasgow entre les protestants du Glasgow Rangers et les catholiques du Celtic FC, et dans une moindre mesure à Édimbourg entre Heart of Midlothian et Hibernian.

#### En France: une opposition traditionnelle en clercs et laïcs
L'opposition entre clercs et laïcs au début du XXe siècle a masqué les oppositions classiques droite/gauche que l'on retrouve dans le reste de l'Europe continentale. En France, quand les « Rouges » affrontaient les « Blancs », il s'agissait d'un match opposant laïcs et catholiques ; ailleurs, il était plutôt question d'une opposition gauche/droite, même si l'Église était le plus souvent derrière les clubs « Blancs ». Le seul club professionnel français issu d'un patronage catholique est l'AJ Auxerre. Son rival local, le laïc Stade auxerrois existe toujours, mais évolue en championnat de Bourgogne.

#### LaClericus Cup
La Clericus Cup est un tournoi international de football auquel participent des prêtres catholiques et des séminaristes. Il se déroule à Rome, près de la cité du Vatican entre 16 équipes composées de divers membres de séminaires nationaux et congrégations chrétiennes représentant 60 pays. Le tournoi annuel est organisé par le Centre sportif italien (CSI). La ligue est fondée en 2007 et est rendue, en 2017, à sa dixième saison.
Officiellement, l'objectif de la ligue est de « relancer la tradition du sport dans la communauté chrétienne ». En d'autres termes, il s'agit de fournir un lieu de compétitions sportives et amicales entre les milliers de séminaristes, provenant de près d'une centaine de pays, qui étudient à Rome. La ligue est l'idée du secrétaire d'État du Vatican, Tarcisio Bertone, qui est un fanatique inconditionnel de football.

#### Les grands clubs des communautés juives
Parmi les communautés juives d'Europe, l'Hakoah Vienne est sûrement le club qui représente le mieux la culture sportive hébraïque.
Le DFC Prague, membre fondateur de la fédération allemande de football, fut également créé par la communauté juive allemande de Prague et essentiellement par des étudiants de l'Université Charles de Prague.
Concernant l'Ajax Amsterdam, si les supporters se revendiquent comme proches de la culture juive, ce n'est pas tant par adhésion première (rien n'indique que les habitants juifs d'Amsterdam étaient de fervents supporters de l'Ajax) mais par réaction contre les insultes antisémites de la part des supporters adverses qui percevaient Amsterdam comme une ville comportant une forte population juive. Ainsi, en réponse à ces chants antisémites, les hooligans d’Amsterdam auraient décidé de s’autoproclamer juifs même s’ils ne l’étaient pas.
On retrouve ce même cas de figure avec le club londonien de Tottenham dont les supporters se surnomment eux-mêmes la Yid Army (en référence au terme youpin, pourtant péjoratif) en référence aux liens le club et la communauté juive londonienne.
En 1939, sur le territoire de Palestine mandataire, le Beitar Jérusalem fut fondé David Horn, chef local du Betar, le mouvement de la jeunesse du Parti Revisionniste (libéral nationaliste), un mouvement sioniste inspiré des vues idéologiques de Vladimir Jabotinsky et de Joseph Trumpeldor et régulièrement qualifié de fascisant. Aujourd'hui encore, les supporters du Betar sont issus du nationalisme israélien et sont membres du Likoud ou divers partis de droite.

### Mixité sexuelle, place des femmes et identité de genre

#### L'interdiction de la mixité dans les équipes d'adultes
Si quelques rencontres de football furent mixtes au début du XXe siècle, cette idée fut rapidement abandonnée. Aujourd'hui, seules les équipes de jeunes (en général en-dessous de 13 ans) acceptent la mixité. Toutefois, en décembre 2004, Maribel Dominguez s'engage avec l'Atlético Celaya pour jouer le championnat masculin de deuxième division mexicaine. L'accord obtient l'aval de la fédération mexicaine mais la FIFA refuse, affirmant qu'« il doit y avoir une séparation claire entre le football masculin et le football féminin »,.

#### L'arbitrage et l'entraînement s'ouvrent à la mixité
D'autres secteurs du football s'ouvrent à la mixité. L'arbitrage du football masculin s'ouvre progressivement. En août 2003, la suissesse Nicole Petignat devient la première femme à arbitrer une rencontre masculine organisée par l'UEFA : AIK Solna - Fylkir Reykjavik en tour préliminaire de la Coupe UEFA. En septembre 2017, Bibiana Steinhaus devient la première femme à arbitrer une rencontre de Bundesliga, l'un des plus prestigieux championnats européens. Stéphanie Frappart devient quant à elle la première femme à diriger une rencontre internationale masculine en compétition officielle en 2019, à l'occasion de la Ligue des nations, à arbitrer en Ligue des champions masculine, à arbitrer lors d’un championnat d'Europe en 2021 et à diriger un match de Coupe du Monde. En 2022, Salima Mukansanga devient la première femme à arbitre lors d'un match de coupe d'Afrique des nations.
Le poste d'entraîneur connait lui-aussi quelques ouvertures. Carolina Morace (AS Viterbese Calcio en 1999), Nelfi Ibáñez Guerra (Hijos de Acosvinchos en 2012) et Corinne Diacre (Clermont Foot entre 2014 et 2017) font partie des premières femmes à avoir entraîné des équipes professionnelles masculines.
Chan Yuen-ting devient quant à elle la première femme entraîneuse à remporter un championnat masculin la Hong Kong Premier League lors de la saison 2015-2016 avec le club de Eastern AA.

#### Le développement dufootball féminin
Le football uniquement pratiqué par des femmes s’institutionnalise à partir de la fin du XIXe siècle autour de différents matchs en Écosse et en Angleterre. Toutefois, dans les années 1920, les fédérations anglaises puis françaises décident d'interdire toute compétition féminine en leur nom. Devenue presque anecdotique, la pratique du football par des femmes perdure mais il faut attendre la seconde moitié des années 1960 pour assister au renouveau du football féminin : en 1969-1970, les fédérations anglaise, française et allemande reconnaissent le football féminin.
En 1972, sont votés aux États-Unis les Education Amendments of 1972, dont le Titre IX interdit toute discrimination sur la base du sexe dans les programmes d'éducation soutenus par l’État. Ce texte a permis l'éclosion de compétitions sportives féminines dans les universités américaines.
Au niveau international, une première Coupe d'Europe est organisée en 1969. La première Coupe du monde est jouée dès juillet 1970. C'est encore une compétition « non officielle ». Après de multiples organisations de ce type, l'UEFA (en 1984) et la FIFA (en 1991) conviennent qu'il faut mettre en place des compétitions plus « officielles » comme une Coupe du monde de football féminin et un Championnat d'Europe de football féminin. À la suite de ce renouveau du football féminin, cette discipline a pu mettre en place des compétitions calquées sur le modèle masculin avec des championnats nationaux, des épreuves internationales de clubs et d'équipes nationales.

#### Les inégalités de salaire au sein des fédérations
Pour lutter contre les inégalités de salaires et de conditions de travail entre femmes et hommes, plusieurs sélections nationales font grève (Nigeria, Danemark, Espagne) voire porte plainte (États-Unis) contre leur fédération. Il en est de même pour des clubs comme l'En avant Guingamp ou des joueuses du championnat espagnol.

#### Les femmes au stade
La venue des femmes dans les stades est même prohibée voire interdite dans certains pays. C'est le cas en Iran depuis la Révolution islamique. Plusieurs militant.es se mobilisent contre ces interdictions, que ce soit au cinéma (Hors jeu (Offside) de Jafar Panahi), dans la rue (en 2019, une supportrice s'est immolée par le feu devant le tribunal de Téhéran, après avoir appris qu’elle risquait entre six semaines et deux ans de prison pour s'être déguisée en homme afin de pénétrer dans un stade et soutenir son équipe) ou sur les réseaux sociaux. En Arabie saoudite, la monarchie wahhabite imposant la séparation des sexes dans l'espace public, la venue des femmes dans les stades est également interdite. Toutefois, depuis 2018, ces dernières sont autorisées à se rendre dans trois stades. De son côté, la FIFA accentue depuis 2019 les pressions sur ces deux pays pour qu'ils revoient leur législation.

#### Les joueurs et joueuses transgenres
Le cas des personnes transgenres influence le football à moindre échelle. Jaiyah Saelua, née Johnny Saelua, élevée dans la tradition Fa'afafine, est une joueuse de football qui joue au poste de défenseur central dans l'équipe masculine de football des Samoa américaines. Lors des éliminatoires pour le Mondial 2014, elle devient la première personne transgenre à jouer pour une équipe nationale de football.

### Lutte contre le racisme
Les dates de sélection des premiers joueurs noirs en équipe nationale européenne sont significatives :
- 1881 en Écosse (Andrew Watson)
- 1931 en France (Raoul Diagne)
- 1931 au Pays de Galles (Ted Parris)
- 1937 au Portugal (Guilherme Espírito Santo)
- 1951 en Suisse (Raymond Bardel)
- 1959 en Belgique (Léon Mokuna[44])
- 1960 aux Pays-Bas (Humphrey Mijnals)
- 1974 en Allemagne (Erwin Kostedde)
- 1978 en Angleterre (Viv Anderson)
- 1998 en Espagne (Vicente Engonga)
- 2000 en Pologne (Emmanuel Olisadebe)
- 2002 en Italie (Matteo Ferrari)[45].

À noter que Jack Leslie avait été convoqué par l'Angleterre pour un match contre l'Irlande en 1925, mais il fut retiré de la liste sans raison officielle (la fédération anglaise évoqua une erreur des médias).
De plus, les réactions à certaines de ces premières sont difficiles pour nombre de joueurs. Viv Anderson, sélectionné en 1978 pour porter le maillot de l'équipe d'Angleterre, reçoit non seulement des menaces de mort, mais doit aussi subir tout au long de sa carrière des chants racistes descendant des tribunes. Ces derniers, tel « Everton are White », restent courants dans les stades anglais jusqu'à la fin des années 1980. Avec la venue de joueurs africains et brésiliens dans des clubs européens à partir des années 1980, les manifestations racistes se font de plus en plus virulentes dans de nombreux stades (cris de singe, jets de banane).
Les réactions des joueurs victimes de ces attaques peuvent être parfois radicales (départ du terrain, prise à partie de la personne qui insulte…), mais sont rarement suivis d'effet voire se retournent contre le joueur (avertissement, expulsion, sanction après la rencontre). Toutefois, en 2020, lors d'une rencontre de Ligue des champions de l'UEFA opposant le Paris Saint-Germain à Istanbul Başakşehir FK, l'ensemble des joueurs et des staffs techniques des deux équipes ont arrêté de reprendre la rencontre et refusé de reprendre le jeu en accusant le quatrième arbitre d'avoir désigné Pierre Webó, l'entraîneur adjoint de club stambouliote, en des termes racistes.
D'autres joueurs ont dénoncé le racisme de la société pour expliquer certaines décisions qui les ont impliqués : Karim Benzema lors de son éviction de l'équipe de France, Mesut Özil lors de l'annonce de sa retraite internationale.
Plus rare, le racisme sur le terrain entre les joueurs eux-mêmes est parfois présent, comme l'altercation entre Patrice Evra et Luis Suarez lors de laquelle ce dernier traita de négro son adversaire.

### Les supporters, des acteurs à part entière

#### Quand des supporters possèdent leur club
De nombreux clubs à travers le monde sont la propriété officielle de leurs supporters. L'origine de cette propriété est diverse :
- les socios[52]en Espagne, au Portugal et en Amérique latine sont liés à l'importance populaire des clubs de football
- les clubs rachetés par des supporters (buyout clubs) soit en totalité, soit partiellement
- les phoenix club sont des clubs qui ont fait faillite mais dont la licence est récupérée gratuitement par les supporters
- les protest clubs créés par des supporters pour protester contre la gestion de leur club d'origine (AFC Wimbledon, Football Club United of Manchester, SV Austria Salzbourg…)

#### Lesultras: des supporters fanatiques et parfois politisés
Les ultras sont des jeunes supporters qui s'organisent au sein d'associations à but non lucratif pour soutenir activement leurs équipes de football à partir de la fin des années 1960. Ils encouragent les leurs au moyen de slogans et d'animations visuelles. La plupart des groupes se considèrent comme apolitique. Cet apolitisme peut prendre deux formes : soit le groupe rassemble des membres peu politisés, soit différentes idéologies cohabitent sans qu'une soit dominante.
Toutefois, il arrive que des groupes ultras se réclame d'une idéologie (marxisme, nationalisme, antiracisme, panafricanisme…) en arborant des symboles.
Enfin, certains ultras se sont engagés lors d'événements politiques : les ultras d'Al Alhy lors de la révolution égyptienne de 2011 ayant conduit à la chute de Hosni Moubarak, les ultras de Beşiktaş lors des manifestations de 2013, les supporters de différents clubs algérois pendant les manifestations de 2019.
Le cas des barras bravas est particulier à l'Amérique latine. Barra brava est le nom donné aux groupes organisés de supporters d'équipe de football en Amérique latine. Ces groupes se caractérisent par leur violence, dans et en dehors du stade, leur utilisation d'engins pyrotechniques et leur ferveur déployée lors des matchs de leur équipe. Le phénomène apparaît en Argentine au début des années 1950 et se répand tout au long de l'Amérique latine. Il trouve généralement son origine dans une culture urbaine, dans laquelle des jeunes recherchent l'appartenance à un groupe déterminé. Il existe de nombreuses différences entre ces barras en Amérique latine, cependant, on peut déceler certaines caractéristiques communes : l'exaltation de la force, le nationalisme, le sentiment de l'honneur associé à la capacité à se battre et la nécessité de s'affirmer. Surtout, les barras bravas sont fortement impliqués dans l'écosystème économique de leur club, profitant de la gestion financière de certains domaines (vente de billets, parking du stade, merchandising…).

#### Lehooliganisme, quand la violence pénètrent dans les stades
Présents dès les débuts du football professionnel en Angleterre (en 1885, on recense lors de nombreux incidents en tribune d'un match entre Preston North End et Aston Villa ), les hooligans bénéficient d'une relative clémence médiatique et politique, voire d'une certaine attractivité puisqu'au début des années 1980, certains politiciens britanniques d'extrême-droite (British Movement, National Front) faisant de l'entrisme au sein de ces mouvements . La lutte politique contre le hooliganisme connaît un virage dans les années 1980 en raison du drame du Heysel et de la tragédie de Hillsborough. Les hooligans anglais sont alors montrés du doigt et une politique globale des supporters est instaurée à travers tout un arsenal sécuritaire et judiciaire (création d'une nouvelle peine de détention pour mineurs, renforcement des dispositifs policiers lors des matchs, prohibition de l'alcool dans et autour des stades, interdiction d'objets dangereux, élargissement du droit de fouille de la police, interdictions préventives, suppression des places debout…)
D'autres nations d'Europe de l'Ouest (France, Allemagne, Pays-Bas, Italie, Belgique) sont touchées par le hooliganisme, et tentent de mettre en place des politiques globale pour traiter cette question.
À la fin des années 1990, le hooliganisme a émergé dans les pays de l'est. Amateurs de sports de combats, rigoureusement entraînés et structurés, peu en marge de la société, ces hooligans organisent régulièrement des combats collectifs en plein air de façon déconnectée du calendrier des matchs,. À l'occasion du match opposant l'Angleterre à la Russie lors de l'Euro 2016, des hooligans russes se sont violemment battus contre des supporters anglais,.

## Enjeux nationaux: entre encadrement politique et contestations publiques
En raison de sa visibilité médiatique, le football est souvent exploité par les régimes politiques de tous genres. De même, la politique est un sujet souvent abordé par les acteurs du ballon rond, que ce soit sur les terrains, en tribune ou en coulisse.
Le football peut également servir d'élément de rassemblement symbolique comme ce fut le cas :
- en France après la victoire en Coupe du monde 1998
- en Irak après la victoire en Coupe d'Asie des nations 2007. « Les Irakiens ne vivent que pour le football, et c'est leur secret pour faire face aux difficultés », déclare Hussein Saeed, ancien joueur emblématique des années 1980 et président de la fédération irakienne[64].

### Des intrications symboliques

#### Les noms de stades
Signe de cette interrelation entre politique nationale et football, le nom donné (et parfois enlevé) à certains stades qui dépasse le simple cadre local. Ce nom peut désigner :
- des événements : 
  - en Afrique de l'Ouest : l'indépendance de la Guinée à Conakry, le coup d'État contre la dictature de Moussa Traoré à Bamako, la réunification du Cameroun à Douala, l'indépendance du Cap-Vert à São Filipe (Estadio 5 de Julho), l'indépendance de la Gambie à Bakau ;
  - en Afrique australe : l'indépendance de l'Angola à Luanda
  - en Afrique du Nord :
    - en Algérie : les Massacres de Sétif, Guelma et Kherrata à Sétif, l'insurrection de la Toussaint rouge à Tizi-Ouzou, les massacres d'août 1955 dans le Constantinois à Alger, Béchar, Bordj-Bou-Arreridj et Skikda, la grève des étudiants en 1956 à Annaba, l'indépendance de l'Algérie à Alger et Hadjout, la journée nationale du Chahid à Biskra
    - en Tunisie : l'indépendance de la Tunisie à Bizerte, la bataille de Ben Gardane à Ben Guardane ;
    - en Libye : le retrait des armées britanniques à Benghazi et des armées américaines à Tripoli

  - en Asie : la Journée internationale des travailleurs à Pyongyang
  - en Amérique centrale : la révolution mexicaine à Pachuca, l'indépendance du Nicaragua à Managua et à Estelí
- des hommes d'État ou des héros nationaux :
  - en Afrique de l'Ouest : 
    - au Sénégal : Léopold Sédar-Senghor à Dakar, Abdoulaye Wade à Dakar, Demba Diop à Sicap-Liberté
    - en Côte-d'Ivoire : Félix Houphouët-Boigny à Abidjan
    - au Mali : Mamadou Konaté à Bamako, Modibo Keïta à Bamako, Kassé Keïta à Gao
    - en Guinée : Lansana Conté à Conakry
    - au Bénin : Mathieu Kérékou à Cotonou, Charles de Gaulle à Porto-Novo
    - au Cameroun : Ahmadou Ahidjo à Yaoundé
    - en Centrafrique : Barthélémy Boganda à Bangui
    - au Nigéria : Obafemi Awolowo à Ibadan, Nnamdi Azikiwe à Enugu, Samuel Ogbemudia (en) à Benin City
    - au Niger : Seyni Kountché à Niamey
    - au Gabon : Omar Bongo à Libreville
    - au Congo-Brazzaville : Alphonse Massamba-Débat à Brazzaville,
    - au Congo-Kinshasa : les Martyrs de la Pentecôte (stade des Martyrs), le prêtre Raphaël de la Kethulle de Ryhove (stade Tata Raphaël) et le cardinal Joseph-Albert Malula (stade Cardinal-Malula) à Kinshasa, Dominique Diur (en) à Kolwezi

  - en Afrique de l'Est : Haïlé Sélassié à Addis Abeba, Louis Rwagasore à Bujumbura
  - en Afrique australe : Nelson Mandela à Port Elizabeth et à Kampala, Moses Mabhida à Durban, Benjamin Mkapa à Dar-es-Salaam, Muteesa II à Kampala
  - en Afrique du Nord : 
    - en Egypte : Gamal Abdel Nasser au Caire
    - en Algérie : Omar Hamadi à Alger, Ahmed Zabana à Oran, Benali Boudghène à Tlemcen, Ismaïl Makhlouf à Arbâa, Nelson Mandela à Alger
    - au Maroc : Mohammed V à Casablanca, Hassan II à Fès, Ibn Battûta à Tanger, Moulay Abdellah à Rabat, Hassan du Maroc à Rabat
    - en Tunisie : Taïeb Mehiri à Sfax, Mustapha Ben Jannet à Monastir

  - au Moyen-Orient
    - en Turquie : Mustafa Kemal Atatürk dans plusieurs villes de Turquie (Istanbul, Izmir, Bursa, Konya, Eskişehirspor, Elazığ, Isparta) et à Nicosie ; Ali Sami Yen (Galatasaray SK), Şükrü Saracoğlu (Fenerbahçe), İsmet İnönü (Beşiktaş) et Recep Tayyip Erdoğan (Kasımpaşa) à Istanbul
    - au Liban : Camille Chamoun à Beyrouth
    - en Israël : Teddy Kollek à Jérusalem
    - aux Émirats arabes unis : les dynasties régnantes à Abu Dhabi (la famille Al Nahyane, le cheikh Zayed, Mohammed ben Zayed ben Sultan, Khalifa ben Zayed Al Nahyane et Hazza Bin Zayed) et à Dubaï (la famille Al Maktoum)
    - en Arabie Saoudite : le roi Abdallah à Djeddah, le roi Fahd à Riyad
    - au Qatar : Ahmad ben Ali Al Thani à Doha
    - en Syrie : la famille el-Assad à Lattaquié (stade Al-Assad (en))
    - en Irak : les martyrs de la révolution irakienne Tishreen à Bagdad
    - en Iran : Mohammad Reza Pahlavi à Téhéran
    - en Inde : Indira Gandhi à Guwahati, Jawaharlal Nehru à Delhi, Cochin, Chennai, Shillong, Pune, Goa, Inodre et Guwahati
    - en Afghanistan : Amanullah Khan à Kaboul

  - en Asie de l'est : Kim Il-sung à Pyongyang, Aung San à Rangoun, Umaid Singh (en) à Jodhpur, Sheikh Mujibur Rahman à Dhaka, Dashrath Chand (en) à Katmandou, Lukas Enembe à Jayapura
  - dans l'océan Indien : Jean Ivoula à Saint-Denis
  - en Océanie : Winston Churchill à Lautoka, Charles de Galles à Nadi, Kishore Govind (en) à Ba, Eric Lawson (en) à Honiara, John Guise et Hubert Murray à Port Moresby (Sir John Guise Stadium et Sir Hubert Murray Stadium), Maxime Carlot Korman à Port-Vila, les vétérans de l'armée américaine aux Samoas américaines
  - en Amérique centrale :
    - à Cuba : Antonio Maceo à Santiago de Cuba, Pedro Marrero à La Havane, Camilo Cienfuegos à Zulueta, Conrado Benítez à Jiguani
    - au Honduras : Francisco Morazán à San Pedro Sula, Tiburcio Carías Andino à Tegucigalpa
    - au Mexique : les Aztèques à Mexico, Cuauhtémoc à Puebla, Josefa Ortiz de Domínguez à Querétaro
    - au Nicaragua : Anastasio Somoza García puis Rigoberto López Pérez à Managua

  - aux Antilles : Louis Achille à Fort-de-France, Pierre Aliker à Fort-de-France, Georges Gratiant au Lamentin, Pierre de Lucy de Fossarieu à François, Pierre Monnerville à Pointe-à-Pitre ; Thomas Warner à Basseterre, la reine Wilhelmine puis Guillermo Prospero Trinidad à Oranjestad, Antoine Maduro à Willemstad
  - en Amérique du Sud : 
    - en Argentine : Juan Perón à Buenos Aires et Córdoba, Eva Perón puis Estanislao López à Santa Fe, Lisandro de la Torre à Rosario
    - en Bolivie : Hernando Siles Reyes à La Paz
    - au Chili : Victor Jara à Santiago du Chili
    - en Colombie : Francisco de Paula Santander à Cúcuta, Atanasio Girardot à Medellin, Nemesio Camacho (es) à Bogota
    - en Équateur : Atahualpa à Quito
    - au Pérou : Inca Garcilaso de la Vega à Cuzco, Mariano Melgar (en) à Arequipa, Jorge Basadre à Tacna
    - en Uruguay : Juan Antonio Lavalleja à Montevideo
    - au Suriname : Frank Essed (nl) à Paramaribo, Ronnie Brunswijk à Moengo

  - en Europe de l'Est : Lénine à Moscou, Akhmad Kadyrov à Grozny, Sergueï Kirov à Saint Pétersbourg, Léon Trotski, Stanislav Kossior et Nikita Khrouchtchev à Kiev, Miloš Obilić (Obilić Belgrade) et Pierre Ier (Rad Belgrade) à Belgrade, Evžen Rošický à Prague, François II Rákóczi à Kaposvár, Vassil Levski à Sofia, Hristo Botev à Plovdiv, Scanderbeg à Korçë, Qemal Stafa à Tirana, Philippe II de Macédoine à Skopje, Józef Piłsudski à Cracovie, Adem Jashari à Mitrovica, Silvije Strahimir Kranjčević à Zagreb
  - en Europe de l'Ouest : 
    - en Espagne : José Zorrilla à Valladolid
    - en France : Auguste Delaune à Reims, Jean-Claude Bauer à Saint-Ouen, Auguste Bonal à Sochaux, Georges Pompidou à Valence, Jean de Lattre de Tassigny à Aubagne, Antoine de Saint-Exupéry à Marignane, Amédée Prouvost (1877-1909) à Roubaix, Fernand Fournier à Arles, Jacques Chapou à Toulouse
    - à Monaco : Louis II à Monaco
    - en Belgique : Baudouin à Bruxelles, Jan Breydel à Bruges
    - aux Pays-Bas : Guillaume II à Tilbourg,
    - en Grande-Bretagne : Anne Boleyn à Londres, John Hampden à Glasgow,
    - en Grèce : Geórgios Karaïskákis au Pirée
    - à Chypre : Makarios III à Nicosie

À noter, l'origine du nom kop - la tribune où se regroupent les supporteurs les plus actifs d'un club - fait référence à la bataille de Spion Kop qui se déroula lors de seconde guerre des Boers. Les Britanniques furent en effet traumatisés par cette défaite. Pour commémorer la bataille, ils baptisèrent plusieurs tribunes de stades sportifs du nom de « Spion Kop » puis « Kop ».

#### Les noms de clubs
Fait plus rare, les noms de clubs qui rendent (ou rendait) directement hommage à une personnalité emblématique ou à un événement.
- des événements :
  - en Tchéquie : Dukla Prague (bataille du col de Dukla lors du soulèvement national slovaque)
  - en Corée du Nord : April Twenty-Five Sports Club (la date du 25 avril 1937 désigne la fondation de l'Armée populaire de Corée), Wolmido SC (l'île de Wolmido (en) faisait partie du territoire nord-coréen avant la guerre de Corée et son rattachement à la Corée du Sud),
  - en Iran : Esteghlal Téhéran, d'abord nommé Taj Téhéran (« la couronne de Téhéran » en persan, en référence à l'État impérial d'Iran), puis renommé après la révolution iranienne en Esteghlal (« indépendance » en persan)
  - au Paraguay : Cerro Porteño (bataille menée en 1811 par les forces paraguayennes contre les porteños argentins à proximité du Cerro Mbae renommé depuis Cerro Porteño[66])
  - en Argentine : Argentinos Juniors fondé à l’origine sous le nom Mártires de Chicago (en français, les « Martyrs de Chicago ») afin de rendre hommage aux anarchistes emprisonnés ou pendus à la suite du massacre de Haymarket Square en 1886 ; Guillermo Brown FC (Guillermo Brown)
- des hommes d'État ou des héros nationaux :
  - en Angleterre : Crewe Alexandra (Alexandra de Danemark)
  - en Espagne : CD Alfonso XIII (Alfonso XIII)
  - au Portugal : Gil Vicente (Gil Vicente)
  - en Allemagne : Arminia Bielefeld (Arminius), SSV Jahn Ratisbonne (Friedrich Ludwig Jahn)
  - aux Pays-Bas : Willem II Tilburg (Guillaume II)
  - en Pologne : Legia Varsovie (les légions polonaises commandées par le maréchal Józef Piłsudski), Jagiellonia Białystok (la dynastie jagellone)
  - en Serbie : Obilić Belgrade (Miloš Obilić)
  - en Croatie : Hajduk Split (les haïdouk)
  - en Albanie : Skënderbeu Korçë (Scanderbeg[67])
  - en Bulgarie : Levski Sofia (Vasil Levski), Botev Plovdiv et Botev Vratsa (Hristo Botev[68])
  - en Macédoine : Makedonija Gjorče Petrov Skopje (Gjorče Petrov)
  - en Hongrie : Kaposvári Rákóczi (François II Rákóczi)
  - en Tchéquie : Spartak Subotica (Jovan Mikić Spartak (en))
  - en Ukraine : Stakhanovets (Alekseï Stakhanov)
  - en Russie: Akhmat Grozny (Akhmad Kadyrov), Chklavok Novossibirsk (Valeri Tchkalov)
  - en Turquie : Osmanlıspor (Osman Ier)
  - en Inde : Churchill Brothers SC (Churchill Alemao (en))
  - au Bangladesh : Sheikh Jamal Dhanmondi Club (Sheikh Jamal), Sheikh Russell KC Sheikh Russel)
  - en Argentine : Club Atlético Colón (Christophe Colomb), Club Atlético Sarmiento (Domingo Faustino Sarmiento[69]), Club Atlético Douglas Haig (Douglas Haig), Velez Sarsfield) (Dalmacio Vélez Sarsfield)
  - au Chili : Colo-Colo (Colocolo), Club Deportivo O'Higgins (Bernardo O'Higgins)
  - en Équateur : Centro Deportivo Olmedo (José Joaquín de Olmedo)
  - au Pérou : FBC Melgar (Mariano Melgar), Real Garcilaso (Inca Garcilaso de la Vega), Alianza Lima au Pérou (nom d'un cheval possédé par le président de la République Augusto Leguía[70]), Club Coronel Bolognesi (Francisco Bolognesi), CD Mariscal Miller (Guillermo Miller)
  - en Bolivie : Club Bolívar (Simón Bolívar), Club Jorge Wilstermann (Jorge Wilstermann),
  - au Brésil : CR Vasco da Gama (Vasco de Gama), Galvez Esporte Clube (Luis Gálvez Rodríguez de Arias),
  - au Burundi : Prince Louis FC (Louis Rwagasore),
  - au Kenya : Gor Mahia FC (Gor Mahia)
  - en Gambie : Steve Biko Football Club (Steve Biko)
  - au Ghana : King Faisal Babies (Fayçal ben Abdelaziz Al Saoud)
- des références mythologiques ou nationales :
  - en Scandinavie : Viking FK en Norvège, Víkingur Reykjavik en Islande et Víkingur Gøta aux Iles Féroé (les Vikings)
  - en Lituanie : Zalgiris Vilnius (bataille de Grunwald[71])
  - en Pologne : Lech Poznań (Lech, le fondateur légendaire de la Pologne)
  - en Allemagne : Fortuna Düsseldorf) (Fortuna)
  - en Italie : Atalanta Bergame (Atalante)
  - à Chypre : AEK Larnaca ("AEK" est l'acronyme d'« Union des Athlètes de Kition » ; le blason représente le général Cimon), Aris Limassol (Arès) et Apollon Limassol (Apollon)
  - en Grèce : Aris Salonique (Arès), Iraklis Thessalonique (Héraclès), Apóllon Smýrnis (Apollon) et Olympiakos (mont Olympe)
  - en Arménie : Ararat Erevan (mont Ararat[72])
  - en Iran : Persépolis Téhéran (Persépolis)
  - en Allemagne : les Borussia Dortmund, Mönchengladbach ou Berlin (Prusse)[73] en Allemagne, Helgoland Berlin (l'archipel Heligoland)
  - au Honduras : Real Maya Deportivo (les Mayas)

#### Les couleurs des équipes nationales
La grande majorité des sélections nationales reprend les couleurs principales de leur drapeau national, reflet d'un choix politique comme l'enseigne la vexillologie. Cependant, certaines sélections arborent des couleurs totalement différentes, et parmi elles, certains choix recouvrent aussi un sens politique. Citons à titre d'exemples :
- l'Allemagne joue en blanc, couleur du drapeau de la Prusse et de la maison de Hohenzollern
- l'Italie joue en bleu azur, couleur de la maison de Savoie
- les Pays-Bas jouent en orange, couleur de la maison d’Orange-Nassau
- la Croatie joue avec un maillot principalement composé d'un damier rouge et blanc, ce qui, plus que sur le drapeau, reprend le blason historique de la Croatie

#### Le nom des compétitions
Certaines compétitions nationales ou internationales portent le nom d'une personnalité politique. Citons à titre d'exemples :
- la coupe du Roi (Espagne), nommée coupe du président de la République de 1933 à 1936, coupe de l'Espagne libre en 1937 puis coupe du Generalísimo en hommage à Francisco Franco de 1939 à 1976 ;
- la coupe du Président (Irlande) ;
- la Super Coupe Félix Houphouët-Boigny (Côte-d'Ivoire) en hommage à Félix Houphouët-Boigny ;
- la Coupe Kagame inter-club (CECAFA) en hommage à Paul Kagame
- la coupe Cabral (Afrique de l'Ouest) en hommage à Amílcar Cabral
- la coupe de l'Empereur (Japon) ;
- la coupe Durand (Inde) en hommage à Mortimer Durand ;
- la Bangabandhu Cup (Bangladesh) en hommage à Mujibur Rahman ;
- la Martyr Memorial League (Népal) en hommage aux quatre martyrs qui s’opposèrent au régime dictatorial de la dynastie des Rânâ
- la Coupe de l'Indépendance organisée au Brésil en 1972 pour célébrer l'indépendance du pays vis-à-vis du Portugal

Notons que la 10e édition de la coupe arabe des nations organisée au Qatar en décembre 2021 a soulevé une controverse identitaire lorsqu'une dizaine d'associations écrivent une lettre au président de la FIFA pour se plaindre de l’emploi du terme « arabe » qui excluraient certaines populations comme les Amazighs ou les Kurdes qui vivent au sein des nations sélectionnées pour la compétitions.

#### Des matchs belliqueux
Il arrive que certains matchs dégénèrent et restent célèbres tant pour le contexte médiatique que pour leur violence ; ces rencontres sont a posteriori surnommées « batailles ».
- la « bataille de Highbury » entre l'Angleterre et l'Italie en 1934.
- la « bataille de Berne » entre la Hongrie et le Brésil à la coupe du monde 1954
- la « bataille de Santiago » entre le Chili et l'Italie à la coupe du monde de 1962
- la « bataille de Nuremberg » entre le Portugal et les Pays-Bas à la coupe du monde 2006.

### L'implication des sportifs en politique, et des politiciens dans le monde du sport
Autre symbole fort de cette interrelation, la reconversion d'acteurs du monde du football (joueurs, entraineurs ou dirigeants) dans des fonctions politiques de haut-rang. Les plus fameux furent :
- en Europe : Silvio Berlusconi, Bernard Tapie, Noël Le Graët, Marc Wilmots, Luigi Riva, Gianni Rivera, Yordan Letchkov, Camille Dimmer, Don Rossiter, Albert Guðmundsson, Ingi Björn Albertsson, Kaj Leo Johannesen, William Clegg, Grzegorz Lato, Roman Kosecki, Oleg Blokhin, Kakhaber Kaladze, Roman Pavlyuchenko, József Bozsik, Hakan Şükür
- en Amérique latine : Pelé, Zico, Romario, Bebeto, Roberto Dinamite, Carlos Bilardo, Claudio Moresi, José Francisco Cevallos, Ronnie Brunswijk, Isidro Romero
- aux Caraïbes : Randy Horton
- en Asie : Toshiro Tomochika
- en Afrique : George Weah, Ahmed Ben Bella, Mustafa Mansour, Moïse Katumbi, Garan Fabou Kouyate, Danny Jordaan, Titi Camara, Bonaventure Kalou

À l'inverse, des personnalités politiques s'investissent dans la vie d'un club, à l'instar d'Edward Seaga, Boïko Borissov, Recep Tayyip Erdoğan, Viktor Orbán, Hassan II, Ramzan Kadyrov, Pierre Nkurunziza, etc.

### Les clubs fondés et liés à des institutions d'État
Dans de nombreux pays, diverses institutions d'État ont fondé voire restent liées à des clubs professionnels (voir aussi les chapitres consacrés à l'URSS, l'ex-bloc de l'Est et les deux Corées) :
- la police : 
  - en Europe : Metropolitan Police FC (Surrey), West Midlands Police FC (Birmingham), PSNI FC (Belfast), Douglas Athletic FC (Île de Man)
  - en Afrique : AS Police (Nouakchott, Dakar, Bamako, Porto-Novo, Ouagadougou, Niamey, Libreville, Brazzaville, Pointe-Noire), Police FC (Ouganda, Rwanda), Somali Police FC (Horseed), Police XI (Otse), Polisi Tanzania, Lesotho Mounted Police Service FC, Asan Mugunghwa Football Club, Konkola Mine Police FC (Chililabombwe)
  - en Asie : Kyoto Prefectural Police SC, Ho Chi Minh City Police FC, Lao Police, National Police Commissary (Sihanoukville), Police Tero, Lion City Sailors Football Club (Singapour), Bangladesh Police FC, Népal Police Club) et APF Nepal, Sri Lanka Police SC, Police Club (Bagdad), Al Shorta Damas, Border Security Force (Jalandhar), Kerala Police FC (en)
  - en Amérique centrale : Deportivo Walter Ferretti
  - dans les Caraïbes : Police FC (Trinité-et-Tobago, Guyana)
- l'armée :
  - en Afrique : Botswana Defence Force XI, Defence Force SC (Addis-Abeba), Armée Patriotique Rwandaise FC, Gambia Armed Forces FC, US Gendarmerie (Niamey), AS Forces Armées Nigériennes, AS Garde Nationale Nigérienne, Adjidja Football Club
  - en Asie : Sangju Sangmu FC (Corée du Sud), April Twenty-Five Sports Club et Sobaeksu SC (Corée du Nord), Nepal Army Club, Pakistan Army FC et Pakistan Air Force FC (Pakistan), Al-Qowa Al-Jawiya (Bagdad), Army Green (en)
  - dans les Caraïbes : Defense Force FC (Chaguaramas)
- les douanes : AS Douanes (Dakar, Niamey, Lomé)
- l'administration pénitentiaire : Prisons XI Gaborone (en), Prisons SC (Mbeya), Maroons Football Club (Kampala)
- le Trésor public : Finance and Revenue F.C. (en) (Rangoun), Ministry of Finance Football Club (en) (Putrajaya), Uganda Revenue Authority SC
- les transports ferroviaires : USFRAN Bouaké
- les télécommunications : Comunicaciones FC (Guatemala City), ITI Limited (en) (Bangalore),
- les autorités portuaires : Gambia Ports Authority FC, ASC Port Autonome (Dakar), ASPA Cotonou
- les municipalités : CSD Municipal (Lima), Managua FC (en), Club Centro Deportivo Municipal (Guatemala City), Kampala Capital City Authority FC

### En Europe

#### EnItalie fasciste
Benito Mussolini a promu l'équipe d'Italie au rang de « soldats de la cause nationale ». Les fascistes italiens sont pourtant clairement hostiles au football, trop anglais, à leur arrivée au pouvoir. Ils tentent ainsi de lui substituer le jeu local de la Volata ; sans succès.
Sous l'égide du Duce, les clubs d'une même ville sont fortement incitées à fusionner. Le cas le plus emblématique fut sûrement celui de l'AS Rome, issu de la fusion de quatre clubs de la ville en 1927. La Lazio Rome échappe à cette fusion grâce à l'intervention décisive de Giorgio Vaccaro, un général piémontais de la Milice volontaire pour la sécurité nationale (la milice du Parti national fasciste) qui deviendra président de la Fédération italienne de football en 1932 et grâce à l'amitié qui liait Mussolini à ce club (il en devient membre honoraire en 1929 et favorise l’arrivée de Silvio Piola). Par ailleurs, l'AS Rome fut favorisé lors du championnat de 1941-1942, quand ses joueurs furent exempté du service militaire pendant la Seconde Guerre mondiale, tandis que les autres clubs devaient jouer avec les équipes des jeunes : l'AS Rome gagna son premier championnat.
Dans le même registre, plusieurs clubs doivent changer de noms du fait de leur consonance étrangère ou cosmopolite (ils ne retrouveront leur nom d'origine qu'après la chut du régime fasciste) :
- l’Internazionale Milan est renommé l’Ambrosiana (du nom du saint patron de Milan) à la suite de sa fusion avec l'U.S. Milanese
- le Milan Football Club est renommé Milan Associazione Sportiva, puis Associazione Calcio Milano
- le Genoa Cricket and Football Club devient le Genova 1893 Circolo del Calcio

#### EnAllemagne nazie
Le pouvoir nazi avait compris l’importance déjà croissante du sport auprès de l’opinion publique et surtout l’usage qu’ils pouvaient tirer des activités sportives. Celles-ci devinrent un outil de propagande. Les associations d’obédience communiste furent immédiatement interdites, et peu après ce furent les autres ligues ouvrières, puis les fédérations anciennement étiquetées sociales-démocrates et religieuses.
Les clubs se virent interdire d’avoir des membres de confession juive. Certains clubs comme Alemannia Aachen ou le Bayern Munich bravèrent ce racisme primaire et tentèrent de protéger leurs membres juifs autant que possible.
Un ministère des sports, le DRL fut institué avec à sa tête un officier des S.A., Hans von Tschammer.
La DFB vit ses pouvoirs et prérogatives pratiquement réduites à néant. Les compétitions de football furent réorganisées selon la volonté du régime hitlérien. Ce fut la création des Gauligen. L’Allemagne fut administrativement réorganisée. Les anciennes composantes de la épublique de Weimar (États-Libres, Villes-Libres ou provinces prussiennes) cédèrent la place à des Gaue. Chaque Gau se vit doter d’une Gauliga. Ces ligues restèrent amateurs car l’idéologie nazie était farouchement opposée au principe du professionnalisme. Le président de la DFB, Felix Linnemann, partisan des nazis tenta de créer une ligue professionnelle unique, la Reichsliga. L’idée qui avait déjà été repoussée par les différentes fédérations régionales le triste avènement du Nazisme, n’eut donc pas plus de succès une fois Hitler au pouvoir.
Seize ligues furent créées en 1933. Au fil des évolutions politico-diplomatiques (Accords de Munich), puis de la Seconde Guerre mondiale, d’autres ligues vinrent s’ajouter ou des ligues existantes furent scindées. En 1944, 29 Gauligen différentes étaient en activité.
Ce fut durant cette même période trouble et troublée que fut créée, en 1935, la Tschammer Pokal, l’ancêtre de l’actuelle DFB-Pokal.
Au sein des camps de concentration, les nazis utilisèrent le football comme vecteur de contrôle social en instaurant ainsi des matchs voire des compétitions. Ainsi, à Buchenwald, une compétition oppose des équipes formées selon les corps de métiers, les baraquements ou parfois des nationalités. La compétition la plus développée se déroule dans le camp de Terezin : la Liga Terezin, qui voit s'affronter dix équipes selon le modèle coupe-championnat, avec des joueurs de renom comme Pavel Mahrer. Cette compétition apparaît même dans le film de propagande Theresienstadt - Un documentaire sur la zone de peuplement juif.

#### Dans l'Espagne franquiste
Si Francisco Franco a compris l'intérêt du football pour servir la propagande d'État, son rapport avec ce sport n'est néanmoins pas aussi manichéen que la légende raconte, à savoir un favoritisme sans borne pour le Real Madrid,.
Le premier club à avoir bénéficié de coup de pouce du régime fut l'Atlético de Madrid. L'Athletic Club de Madrid fut fondé en 1903 par trois étudiants basques, en référence à l'Athletic Bilbao. Dans les années 1930, le club oscille entre la première et la deuxième division de Liga. Ainsi, à l'issue de la saison 1935-36, le club descend en Segunda División. La guerre d'Espagne interrompt le championnat. Et à cette occasion est créé en 1937 le Club Aviación Nacional par des officiers de l’armée de l’air espagnole. En 1939, avant la reprise, le Club Aviación Nacional fusionne avec l'Athletic Club de Madrid pour devenir l'Athletic Aviación.
Le championnat reprend en 1939 pour la saison 1939-40. Toutefois, Oviedo FC ne peut reprendre car son stade a été détruit pendant les combats. Le club bénéficie d'une dispense spéciale pour ne pas disputer cette saison et obtient d'être réintégré la saison suivante. Un barrage est alors disputé entre les deux derniers de la saison d'avant-guerre. La rencontre oppose donc l'Osasuna Pampelune à l'Athletic Aviación. Les Madrilènes s'imposent sur le score de 3-1 et rejoignent donc la première division.
En 1941, dans une volonté d'effacer toute référence régionaliste (en l’occurrence basque), Franco fait "castillaniser" le nom du club qui devient l'Atlético Aviación. Il en est d'ailleurs de même pour l'Athletic Bilbao qui devient l'Atlético Bilbao (le club basque ne reprendra son nom d'origine qu'en 1977).
Si les 4 Ligas obtenus (1940, 1941, 1950, 1951) font de l'Atlético Madrid le favori de Franco, ce dernier s'en détourne lorsque le club perd de sa superbe, et se tourne vers l'autre grand club de la capitale : le Real Madrid, qui, par le jeu déployé et les succès rencontrés en coupe d'Europe, fut un brillant ambassadeur du régime et de l'Espagne. Toutefois, aucune preuve ne garantit de coup de pouce officiel, y compris la légende selon lequalle le régime franquiste aurait favorisé l'arrivée de la grande star Alfredo di Stefano dans le club madrilène au détriment du FC Barcelone. La vérité se trouverait dans un imbroglio financier entre les deux clubs espagnols et le Millonarios Fútbol Club,.
Le régime franquiste ne portait guère dans son cœur le FC Barcelone qui, à l'instar de l'Athletic Bilbao, adoptait une image régionaliste et rappelait la mort de Josep Sunyol, président du club fusillé par les troupes franquistes pendant la guerre civile. Toutefois, il convient de rappeler que ce même régime accorda au club catalan en 1957 - par l'intermédiaire de José María de Porcioles, maire franquiste de Barcelone - le droit de rendre constructible le terrain où se situait l'ancien terrain des Corts afin de financer le nouveau stade du Camp Nou. De même, en 1965, Franco signa un décret pour que d'autres terrains annexes aux Corts soient classés en tant que terrains constructibles, permettant au Barça de ne pas sombrer financièrement. Ces "coups de pouce" sont à mettre en perspective avec les difficultés rencontrées par Santiago Bernabéu pour réunir les financements nécessaires à la construction du nouveau stade.
En 1976, malgré la transition démocratique, le drapeau basque est toujours interdit. Pourtant, le 5 décembre lors du derby basque opposant l'Athletic Bilbao à la Real Sociedad, les capitaines des deux équipes pénètrent sur le drapeau en tenant côte à côte un drapeau basque[réf. souhaitée].

#### EnURSS
De par sa nature totalitaire, le régime soviétique s'est immiscé dans le contrôle du sport via le système des Sociétés sportives volontaires (en). Ainsi, plusieurs organes d'État prirent le contrôle de ces sociétés et des clubs de football qui y étaient liés :
- à l'Armée rouge avec les CSKA[84] : CSKA Moscou, CSKA Kiev, SKA Rostov, CSKA Dushanbe
- à l'armée de l'air avec le VVS MVO Moscou[85]
- à les services secrets avec les Dynamo[86],[87]: Dinamo Erevan, Dinamo Minsk, Dynamo Tallinn, Dinamo Tbilissi, Dynamo Kazan, Dinamo Alma-Ata, Dinamo Riga, Dinamo Moscou, Dynamo Leningrad, Dynamo Novossibirsk, Dinamo Krasnodar, Dynamo Kiev, Dynamo Odessa, Dynamo Stalino, Dynamo Horlivka
- aux coopératives agricoles (kolkhozes et sovkhozes) avec les Spartak : Spartak Moscou, Spartak Vilnius, Spartak Vladikavkaz
- aux chemins de fer avec le Lokomotiv Moscou[88], Lokomotiv Almaty (premier nom du Kairat Almaty), Lokomotiv Tbilissi, Lokomotiv Krasnoïarsk (premier nom du Ienisseï Krasnoïarsk)
- à différents secteurs industriels : métallurgie (Metalist Kharkiv, Rustavi Metallurgist), automobile (Torpedo Moscou), mines (Chakhtar Donetsk), pétrole (Neftyanik Bakou), ports (Tchornomorets Odessa), armement (Zénith Saint-Pétersbourg), textile (Tekstilchtchik Kamychine, Tekstilchtchik Ivanovo), coton (Pakhtakor Tachkent), etc.
- à la campagne de propagande stakhanoviste : Stakhanovets Stalino (premier nom du Chakhtar Donetsk)

Le stade de football représente également l'un des rares espaces où peut s'exprimer la contestation contre le régime. En effet, se déclarer supporter de tel ou tel club a alors une signification politique majeure tandis que les chants des supporters contre les clubs dirigés par les organes de l'État étaient autant de cris d'opposition au régime.
Certains joueurs refusent même de jouer pour ces clubs. Parmi les plus fameux :
- Eduard Streltsov, le « Pelé russe », refuse de quitter le populaire Torpedo Moscou pour le CSKA Moscou ou le Dynamo. Il effectue alors sept années de détention dans les goulags à la suite d'accusations peu étayées. À sa sortie, il remporte le titre de champion d'URSS 1965 avec le Torpedo en forme de pied de nez au régime[89].
- Nicolaï Starostin, fondateur du Spartak Moscou, fut incarcéré au goulag à cause de sa rivalité avec Lavrenti Beria, chef du NKVD et du Dinamo Moscou [90].

#### Dans les pays dubloc de l'Est
Les régimes communistes d'Europe de l'Est opèrent le même contrôle sur le sport que le grand frère soviétique. Ainsi, plusieurs clubs dépendent d'organes de l'État, comme :
- l'armée : Steaua Bucarest, CSKA Sofia, Budapest Honvéd, Partizan Belgrade, Partizan Tirana
- la police : Újpest FC, Dinamo Bucarest, Dinamo Piteşti, Dinamo Zagreb, Dinamo Tirana, Dynamo Dresde, Dynamo Berlin
- les chemins de fer : Rapid Bucarest, Lokomotiv Plovdiv, Lokomotiva Zagreb, Željezničar Sarajevo, Lokomotive Košice, Lech Poznań
- le parti communiste : Étoile rouge de Belgrade

Il n'était pas rare par ailleurs que ces régimes "retiennent" les joueurs locaux en fixant une limite d'âge pour sortir du pays (généralement autour de 30 ans) voire en interdisant carrément tout transfert en déposant sur les joueurs un statut de "trésor national".
En Roumanie, la rivalité entre le Steaua Bucarest et le Dinamo Bucarest fut exacerbée par la rivalité politique entre Nicolae Ceaucescu et Alexandru Drăghici, respectivement à la tête de la Direction supérieure politique de l’Armée (avant de devenir président de la république socialiste de Roumanie) et du ministère de l’Intérieur. Malgré la disgrâce d'Alexandru Drăghici une fois Ceaucescu à la tête de la Roumanie, la rivalité se poursuivit, les fans du Dinamo accusant le Steaua d'être favorisé par la présidence de la République, et en particulier par le Valentin Ceaucescu, fils du chef d'État et grand fan du Steaua,.

#### Lors de laréunification allemande
À la suite du traité d'unification signé entre la République fédérale d'Allemagne (dite « Allemagne de l'Ouest » ou RFA) et la République démocratique allemande (dite « Allemagne de l'Est » ou RDA), la RDA adhère à la RFA.
En conséquence, le championnat de championnat de RDA se fond dans le championnat de RFA. La règle dite des « 2+6 » est décidée afin d'intégrer le football de l'ex-RDA dans le championnat ouest-allemand. Ainsi, deux équipes rejoignent la première division du championnat d'Allemagne de football (Bundesliga) et six la deuxième division. Les autres sont reléguées aux compétitions régionales et locales. En 2009, le dernier club issu de l'ex-RDA quitte la Bundesliga, où ne subsistent désormais que des clubs ouest-allemands. Les clubs de l'Est ont pâti d'un exode de ses meilleurs joueurs, attirés par des salaires plus attractifs de l'Ouest, ainsi que du démantèlement des Betriebssportgemeinschaften, les communautés sportives d’entreprises, qui ne furent pas remplacées pour financer les clubs,.

#### En ex-Yougoslavie
En ex-Yougoslavie, le football sert également de vecteur aux revendications nationalistes. La structuration des groupes ultras dès les années 1950 favorise cette dérive et la mutation en groupes para-militaires actifs (comme les Tigres d'Arkan, notamment, ultras de l'Étoile rouge de Belgrade à la base) pendant la guerre civile des années 1990.
Symbole fort de ces tensions atteintes dans le football, le match du 13 mai 1990 opposant le Dinamo Zagreb à l'Étoile rouge de Belgrade fut le théâtre d'affrontements violents entre les deux camps (joueurs, policiers, supporters...).

#### Dans laTchétchéniedeRamzan Kadyrov
Depuis son arrivée à la tête de la Tchétchénie en 2007, Ramzan Kadyrov - soutenu par le gouvernement russe - n'hésite pas à investir dans le club de football local pour séduire les masses,
En 2011, pour l'inauguration du nouveau stade de 30 000 places l'Akhmad Arena (du nom du père de Ramzan Kadyrov et ancien président de Tchétchénie), le chef d'État organise un macth de gala avec d'anciens joueurs internationaux de renom (Diego Maradona, Luís Figo, Raï, Fabien Barthez, Manuel Amoros, Alain Boghossian, Franco Baresi, Steve McManaman, Robbie Fowler, Ivan Zamorano)
En 2013, il insulte en pleine rencontre, via le micro du stade, l'arbitre du match opposant le Terek Grozny au Rubin Kazan .
En 2017, Ramzan Kadyrov décide de rebaptiser le nom du club en hommage à Akhmad Kadyrov, son père, ancien chef de la république de Tchétchénie.

#### Dans la France deMai 68
Pendant les événements de mai 68, une soixantaine de footballeurs - soutenu par le Miroir du football, un mensuel proche du Parti communiste occupent de façon non-violente le siège de la Fédération française de football pendant cinq jours. Leur objectif est de "rendre aux 600.000 footballeurs français à leurs millions d'amis ce qui leur appartient : le football dont les pontifes de la Fédération les ont expropriés pour servir leurs intérêts égoïstes de profiteurs du sport" via des mesures visant à améliorer les conditions de vie du footballeur : fin de la licence B, abrogation de la saison de huit mois et fin du contrat à vie entre le joueur et son club. Ces mesures seront effectives moins d'un an après l'occupation.

### En Asie

#### EnIsraël
En Israël, la plupart des grands clubs de football dépendent d'une association sportive à vocation sociale voire politique :
- Maccabi : Maccabi Tel-Aviv, Maccabi Haïfa, Maccabi Netanya
- Hapoël : Hapoël Tel-Aviv, Hapoël Beer-Sheva, Hapoël Haïfa
- Betar : Beitar Jérusalem

De par ses origines sionistes, le Beitar Jérusalem voit certains de ses supporters entonner chants racistes envers les musulmans. Certains groupes de supporters radicaux voire criminels, dont « La Familia », affichent même de la haine à l'encontre des musulmans. Ainsi, en 2013, le recrutement de deux joueurs de confession musulmane (Gabriel Kadiev et Zaur Sadayev) provoque l'ire de « La Familia » qui les agresse lors d'entrainements, leur crachant dessus et les insultant, obligeant l'équipe à recruter des gardes du corps pour les protéger. En février, les bureaux de la direction sont incendiés, détruisant les trophées du club. Lors d'une rencontre, une partie des supporteurs quitte le stade lorsque, pour la première fois, Zaur Sadayev ouvre le score dans une rencontre.
En 2018, le club déclare vouloir se renommer le Betar Trump Jerusalem en hommage au président américain Donald Trump qui a reconnu Jérusalem comme capitale d'Israël et y a transféré l'ambassade américaine.

#### EnChine, le football et la spécificité des régions autonomes

##### AuTibet
En 1981, à Dharamsala, est organisée la Gyalyum Chenmo Memorial Gold Cup (nommée ainsi en mémoire de Gyalyum Chenmo, mère de Tenzin Gyatso, le 14e Dalaï-lama). Ce tournoi est considéré depuis comme le tournoi de football le plus prestigieux organisé par la diaspora tibétaine installée en Inde.
En 1997, l'équipe du Tibet de football et l'association nationale de football tibétaine sont officiellement créées, sans pour autant être reconnues par la FIFA.
En 2015, une équipe constituées de joueuses tibétaines affronte une équipe chinoise lors d'un tournoi à Berlin.
En 2017, le Lhassa Chengtou devient le premier club tibétain à intégrer une ligue professionnelle chinoise.

##### AuXinjiang: la minorité ouïghour
Au Xinjiang, la minorité ouïghour n'hésite pas à se servir du football pour faire entendre sa voix.

#### EnInde
Le 29 juillet 1911, le Mohun Bagan marqua l'histoire en devenant le premier club indien à remporter l'IFA Shield après avoir battu l'East Yorkshire Regiment en finale. La plupart des joueurs du Mohun Bagan étaient pieds nus alors que l'équipe d'East Yorkshire Regiment avait son équipement. Cette victoire fut et est encore considérée comme un événement majeur dans la lutte indienne pour la liberté et l'indépendance.
Toujours dans la ville de Kolkata, le Mohammedan SC est le club phare de la communauté musulmane.

#### EnCorée du Sud
À cause des relations tendues avec son voisins nord-coréen, le régime sud-coréen maintient le service militaire obligatoire pour tout citoyen, à effectuer avant d'avoir 28 ans. Pour être exempté, un joueur professionnel de football doit remporter une médaille aux Jeux olympiques, ou une médaille d'or aux Jeux asiatiques. Une exception a été faite pour la sélection sud-coréenne en raison de son beau parcours lors de la coupe du monde 2002.
Pour l'immense majorité des footballeurs professionnels sud-coréens, des solutions alternatives ont été mises en place via deux clubs au statut particulier : le Sangju Sangmu FC, club de l'armée sud-coréenne accueille les joueurs effectuant leur service militaire actif (ceux qui intègrent un des corps de l'armée, comme l'armée de terre ou de l'air), et l'Ansan Mugunghwa FC - dit aussi Police FC -, club de l'unique organisation policière du pays accueille les joueurs réalisant un service non-actif (qui peut notamment être validé au sein d'un service public comme la police ou les pompiers). Les footballeurs professionnels coréens devant effectuer leur service militaire sont donc envoyés dans ces clubs deux saisons en prêt. Leur emploi du temps y est aménagé pour qu'ils puissent se former aux exercices militaires, tout en continuant de jouer au football à un niveau professionnel.

#### EnCorée du Nord
Le régime de Corée du Nord opère le même contrôle sur le sport que les autres totalitarismes communistes. Ainsi, plusieurs clubs dépendent d'organes de l'État, comme :
- l'armée : April Twenty-Five Sports Club, Sobaeksu SC
- l'armée de l'air : Jebi SC
- le ministère de la Sécurité du peuple : Amrokgang SC, Rimyongsu SC
- le ministère de l'industrie légère : Kyonggongop SC
- le ministère de la culture : Wolmido SC
- la compagnie étatique des chemins de fer : Kigwancha SC
- le Parti du travail de Corée : Pyongyang City SC
- l'Union de la jeunesse socialiste Kim Il Sung : Hwaebul SC

De plus, la fédération nord-coréenne de football ne reconnaît pas le système international de transfert de joueurs. De plus, les équipes nord-coréennes ne sont pas autorisées par la fédération à s'aligner en compétitions continentales organisées par l'AFC.

### En Amérique latine

#### AuBrésil

##### Ladémocratie corinthiane
Pendant la dictature militaire, les joueurs des Corinthians - club de Sao Paulo combattirent la manière autoritaire par laquelle la direction du club contrôlait ses joueurs, de la même façon que les militaires gouvernaient le pays. Ce mouvement est nommé la démocratie corinthiane et fut reconnu à l'époque comme l'une des plus importantes actions menées dans l'intention de combattre la dictature.
Hormis les stars du championnat, les footballeurs vivent dans des conditions précaires et ne servent au régime qu'à instaurer la paix sociale. Les joueurs sont sous le joug de dirigeants de clubs corrompus au service du pouvoir. C'est ce qui conduit l'international brésilien Sócrates, pourtant lui-même un de ces privilégiés, à déclarer :

« Quatre-vingt-dix pour cent des joueurs ont une condition de vie inhumaine. Soixante-dix pour cent gagnent moins que le salaire minimal. Si les joueurs l’acceptent, [les dirigeants] sont paternalistes. Sinon, ils sont autoritaires. »

— Sócrates.
En novembre 1981, les Corinthians, alors à la déroute sur le plan sportif, voient arriver comme nouveau président Adilson Monteiro Alves, un sociologue de trente-cinq ans s'étant opposé au régime dans sa jeunesse. Celui-ci propose aux joueurs de cesser de les payer par l'intermédiaire de primes de matches mais de redistribuer les recettes du stade et de la télévision à tous les salariés du club. Au fur et à mesure, les joueurs commencent à prendre les décisions sportives collectivement : ils abolissent les mises au vert et décident eux-mêmes de la manière de préparer les matches, de l'organisation des déplacements et du recrutement des joueurs et des entraîneurs. Ils nomment ainsi Zé Maria, joueur du club et champion du monde 1970, entraîneur du club.
En novembre 1982, le régime alors en perte de vitesse permet l'élection du gouverneur de São Paulo, la première élection démocratique depuis le coup d'État de 1964. Les joueurs entrent alors sur la pelouse avec comme inscriptions sur leurs maillots des messages incitant les citoyens à aller voter. Le régime ne peut rien faire. Il ne peut pas non plus s'opposer par la suite à l'élection du président du club par les socios.
En 1983, en finale du Campeonato Paulista, les joueurs entrent sur le terrain avec une banderole « Gagner ou perdre, mais toujours en démocratie. ».
Le mouvement alors mené par Sócrates, Wladimir, Walter Casagrande et Zé Maria prend de l'ampleur et devient un des symboles de l'élan démocratique qui traverse le pays. Il reçoit ainsi le soutien d'intellectuels tels que Washington Olivetto.

« Nous exercions notre métier avec plus de liberté, de joie et de responsabilité. Nous étions une grande famille, avec les épouses et les enfants des joueurs. Chaque match se disputait dans un climat de fête [...] Sur le terrain, on luttait pour la liberté, pour changer le pays. Le climat qui s’est créé nous a donné plus de confiance pour exprimer notre art. »

— Sócrates.
De plus, l'équipe développe un football très offensif et spectaculaire et enchaîne les succès, ce qui contribue à renforcer la sympathie du pays à l'égard du mouvement. L'écrivain uruguayen Eduardo Galeano déclare à propos de cette période du club pauliste :

« Tant que dura la démocratie, le Corinthians, gouverné par ses joueurs, offrit le football le plus audacieux et le plus éclatant de tout le pays, il attira les plus grandes foules dans les stades et remporta deux fois de suite le championnat. »

— Eduardo Galeano.

##### Lemouvement protestatairecritiquant l'organisation de lacoupe du monde de football 2014
Le 17 juin 2013, des manifestations dans toutes les villes importantes du pays réunissent des dizaines de milliers de personnes pour protester contre les dépenses occasionnées par l'organisation de la Coupe du monde. Le slogan « Brésil réveille-toi, un professeur vaut plus que Neymar ! » vise en particulier les constructions de stades considérées comme inutiles,. Selon le journaliste sportif Jérôme Latta, « le contraste entre les dépenses somptuaires consenties pour l'édification de nouveaux stades et d'infrastructures, et les difficultés rencontrées par les populations […] fait fonction de détonateur de la mobilisation ». Le président de la FIFA Sepp Blatter rejette les accusations des manifestants, les qualifiant d’opportunistes. Plusieurs membres de l'équipe nationale affichent leur soutien aux contestataires, tandis que Pelé appelle au contraire à la fin des manifestations. Le président de l'UEFA Michel Platini dit comprendre les raisons pour lesquelles le peuple brésilien descend dans la rue, mais demande la suspension des manifestations le temps de la Coupe du monde, afin de partager des valeurs positives autour de l'événement, ce qui se réalise.
Parmi les critiques récurrentes apparaissent également le retard de plusieurs chantiers (stades, infrastructures, transports) et la violence endémique.
Sont critiquées également les lois adoptées par le gouvernement de Dilma Rousseff, dites « loi générale de la Coupe », qui définissent des zones commerciales exclusives autour des stades au seul bénéfice des partenaires de la FIFA et instaurent des tribunaux d’exception pour sanctionner les atteintes à l'image de la FIFA.

#### AuChili

##### Sous lerégime de Pinochet
Carlos Caszely, considéré comme l'un des meilleurs joueurs chiliens de l'histoire, reçut lors de sa carrière l'affection du peuple souffrant de la dictature de par sa proximité avec la gauche chilienne. Caszely fut en effet un des rares footballeurs d'envergure à s'opposer ouvertement à la dictature de Pinochet. Lors du départ de la sélection chilienne pour la coupe du monde 1974, il refusa de saluer Pinochet, geste fit le tour du monde. Or quelques jours plus tard, Caszely apprend que sa mère a été enlevée - il apprendra plus tard qu'elle fut torturée par les militaires - et ne peut s'empêcher de faire le rapprochement avec l'affront qu'il a fait subir à Pinochet. Lors du referendum de 1988 portant sur la prolongation au pouvoir jusqu'en 1997 du général Pinochet, Caszely participe à un clip de campagne aux côtés de sa mère en faveur du non,ce qui selon certaines analyses aurait fait basculer 7% des indécis vers le non.

##### Pendant lesmanifestations de 2019
Le football chilien a été affecté par les manifestations de l'automne 2019. Le 5 novembre, le lieu de la finale de la Copa Libertadores prévu au Stade national de Santiago est transféré au Stade Monumental de Lima, au Pérou. Ce même jour, la fédération chilienne annule un match amical entre le Chili et la Bolivie.
Le 13 novembre, ce sont les joueurs de la sélection nationale qui décident de ne pas disputer le match amical contre le Pérou prévu six jours plus tard.

### En Afrique: de la sujétion sportive à l'omniprésence des États indépendants
Le football a été introduit en Afrique par les colons européens. D'abord réservés aux colons, ce sport s'est très vite diffusé dans les populations colonisées, devenant paradoxalement un vecteur d'émancipation tout en constituant un élément d'acculturation européenne,.
À partir des années 1950, la décolonisation a pour conséquence la fin de la sujétion sportive, la naissance de nouvelles fédérations et l'appropriation par les pouvoirs politiques de ce sport, la reconnaissance internationale passant également par la reconnaissance sportive. Cela a pour conséquence une omniprésence de l'administration étatique au sein des administrations sportives.

#### Football etdécolonisation
Le football a eu un impact important dans la décolonisation de l'Afrique, en favorisant l'affirmation du nationalisme et la lutte contre l'impérialisme via des clubs de football chargés de forts sentiments identitaires :
- en Algérie : le Mouloudia Club d'Alger
- en Tunise : l'Espérance sportive de Tunis, le Club Africain, l'Étoile sportive du Sahel, le Club sportif sfaxien
- au Maroc : le Wydad Athletic Club
- au Nigéria : le Zik Athletic Club

Le football est utilisé comme arme de propagande par le FLN durant la Guerre d'Algérie. Entre avril 1958 et mars 1962, l'équipe de football du FLN (surnommée le onze de l'indépendance) est un puissant ambassadeur de la cause algérienne — et ce malgré l'interdiction par la FIFA d'affronter cette formation — grâce à la participation de joueurs talentueux ou prometteurs qui aurait pu participer à la coupe du monde 1958 avec l'équipe de France (Rachid Mekloufi, Mustapha Zitouni, Abdelaziz Ben Tifour, Saïd Brahimi).

#### AuMaroc: l'influence d'Hassan II
En 1956, le prince héritier Hassan II crée la Fédération royale marocaine de football
En 1958, Hassan II, toujours prince héritier, crée l’Association sportive des Forces armées royales, qui bénéfi ciera grandement de l'influence princière puis royale dans le recrutement des meilleurs joueurs du pays et la construction d'excellentes installations.

#### Dans leZaïrede Mobutu
Arrivé au pouvoir en 1965, le président Mobutu Sese Seko réorganise rapidement le football congolais en investissant beaucoup d'argent et en rappelant des joueurs résidents dans l'ancienne puissance coloniale belge. Les succès sont rapidement au rendez-vous : les Léopards gagnent la CAN 1968 et la CAN 1974, et se qualifient pour la Coupe du monde 1974. Le président zaïrois, ravis de cette qualification, couvre les joueurs de cadeaux (prêt de l'avion présidentiel, cadeau d'une maison et d'une voiture...) et envoie une délégation importante de ministres et de forces armées à la coupe du monde. Toutefois, la sélection connaîtra pendant la compétition de gros déboires en partie due au pouvoir politique : entourage trop envahissant, primes non versées et menace de mutinerie, défaite 9-0 contre la Yougoslavie, menaces du président en cas de nouvelle humiliation contre le Brésil, geste inconsidéré d'Ilunga Mwepu contre le Brésil et, finalement, élimination piteuse (3 défaites et 14 buts encaissés). Après ce désastre sportif, Mobutu se détournera du football zaïrois, laissant la sélection nationale sombrer dans la crise.

#### Dans l'Afrique du Sud ségrégationniste
De par la nature ségrégationniste du régime sud-africain, sa fédération de football instaura deux championnats nationaux : la National Football League (NFL), réservée aux blancs, et la South African Soccer League (SASL), réservée aux gens de couleur.
En 1972, Essop Moosa, un joueur d'origine indienne, est repéré par Berea Park, club de la NFL, malgré sa couleur de peau. Les dirigeants parviennent à le convaincre et le font jouer un match sous le faux nom d’Arthur Williams. Toutefois, les autorités découvrent la supercherie et ordonnent l'annulation du transfert.
Dans la prison de Robben Island, les prisonniers politiques se battirent pour obtenir le droit de jouer au football. Malgré les interdictions et les multiples punitions, une "fédération" (la Makana FA (en), du nom d'un guerrier xhosa enfermé à Robben Island après les guerres cafres) et un championnat composé de trois divisions sont créés.

## Enjeux internationaux: guerres, boycoots et médiations
Quand le nationalisme prend le pas sur un certain « chauvinisme » sympathique, des problèmes graves peuvent apparaître dans les relations entre nations.

### Conflits frontaliers en Amérique latine
Des incidents frontaliers sont signalés après la finale de la Coupe du monde 1930 entre l'Uruguay et l'Argentine, tandis que 320 morts sont recensés lors d'émeutes après un match Pérou-Argentine le 23 mai 1964.
En 1969, un match de football marque ainsi le coup d'envoi d'une guerre qui reste sous le nom de Guerre du football ou guerre de Cent Heures. En match de barrage pour accéder à la phase finale de la Coupe du monde 1970, le Salvador s'impose 3-2 face au Honduras. Dans la foulée de cette victoire, le Salvador envahit le Honduras afin de régler un ancien conflit frontalier. Cette courte guerre fait plus de 2 000 morts et ne règle pas le problème entre les voisins.

### Première Guerre mondiale
En 1914, un match de foot se serait tenu lors d'une trêve de Noël entre soldats ennemis près des tranchées aux abords de la ville d'Ypres. Un lieutenant de l'armée française relate l'événement : "Nous avons marqué les buts avec nos képis. Les équipes ont été rapidement formées pour un match sur la boue gelée, et les Fritz ont battu les Tommies 3 à 2". En décembre 2014, l'UEFA a érigé un monument à Ploegsteert afin de célébrer le centième anniversaire de cet événement.

### Seconde Guerre mondiale
Dans le cadre de la Seconde Guerre mondiale, et plus particulièrement dans le contexte de l'opération Barbarossa, s'est tenu le fameux match de la mort, lors duquel l'équipe du FC Start (composé de membres du Dynamo Kiev dissous par les nazis) affronte une équipe composé de soldats de la Luftwaffe. Ce match est arbitré par un SS, qui ordonne aux Ukrainiens, qui refusent, de faire le salut nazi. Pendant la pause, (le score est de 2-1 pour les Ukrainiens), des soldats nazis entrent dans le vestiaire du FC Start en promettant aux joueurs qu'ils seront exécutés s'ils ne laissent pas gagner l'équipe adverse. En vain, le FC Start gagne la rencontre 5-3. Après cet affront pour le Troisième Reich, un joueur ukrainien aurait été tué après avoir été torturé, puis trois autres joueurs auraient été assassinés à Babi Yar. Cependant, ces imputations à charge des nazis pourraient être des inventions de la propagande soviétique,,.
En 1940, à Édimbourg, un derby entre Hibernians et Heart of Midlothian se tient sous un brouillard qui empêchait de voir à plus de deux mètres. Toutefois, en raison de la guerre, le gouvernement britannique ne souhaitait pas informer les Allemands sur l'état du ciel, et ordonna donc que le match se déroule comme prévu. Le commentateur de la BBC Bob Kingsley fut mis au courant de cette décision et effectua un commentaire "détaillé" du match en direct à la radio, malgré le manque total de visibilité. Pour cela, il mit en place un système de coursiers qui lui rapportaient les faits de jeu importants visibles depuis la ligne de touche (buts, corners). Néanmoins, beaucoup d'actions décrites furent imaginaires. Le score du match fut officiellement de 5 à 6 en faveur d'Heart of Midlothian,.
De 1940 à 1944, la Hongrie annexe la partie septentrionale de la Transylvanie, alors partie prenante de la Grande Roumanie. Ainsi, le Clubul Atletic Oradea intègre le championnat de Hongrie sous le nom de Nagyváradi Atletic Club et en remporte l'édition 1943-1944. Après la restitution de la Transylvanie à la Roumanie dans les frontières de 1939, le CA Oradea réintègre le championnat roumain, et remporte l'édition 1948-1949. Le club a ainsi accompli un exploit rare dans le football : remporter un titre de champion de première division dans deux pays différents.
Une légende lie ce conflit et le but controversé de Geoffrey Hurst lors de la finale de la Coupe du monde 1966. Le but fut validé par l'arbitre suisse Gottfried Dienst, qui hésitait et fut aiguillé par son juge de touche, le Soviétique Tofik Bakhramov, qui indiqua que la balle était bien entrée dans le but. Il est souvent dit que lorsqu'on lui demandait officieusement pourquoi il avait validé ce but, ce dernier répondait d'un simple mot : Stalingrad,,,.

### Guerre froide
Plusieurs actions de boycott ont lieu à partir des années 1960 dans le cadre de la guerre. Ainsi l'équipe d'Espagne de football refuse par exemple de rencontrer l'Union soviétique pour le compte des quarts de finale du championnat d'Europe des nations 1960.
L'instance dirigeante du football en Europe, l'UEFA, sort de sa neutralité politique en 1968 à la suite de invasion de la Tchécoslovaquie par le Pacte de Varsovie, ce qui conduit à la « crise des tirages au sort ». Un premier tirage au sort du premier tour de la Coupe des clubs champions européens 1968-1969 oppose des clubs issus du bloc de l'Ouest à d'autres issus du bloc de l'Est. Certains clubs refusent cependant de rencontrer des clubs des pays de l'Est en raison de l'invasion de la Tchécoslovaquie par le Pacte de Varsovie en août 1968. L'UEFA décide d'effectuer un deuxième tirage au sort en séparant les clubs des deux blocs issus de la Guerre froide. La majorité des huit clubs du bloc de l'Est se retirent alors de la compétition en signe de protestation contre cette décision et menacent de quitter l'UEFA. Depuis, la neutralité de l'UEFA est inscrite dans ses statuts.
En novembre 1973, afin de protester contre le coup d'État ayant renversé Salvador Allende, l'URSS déclare forfait pour le match de barrage retour des qualifications pour la Coupe du monde de football 1974. L'équipe soviétique fut éliminée par la FIFA sur application de l’article 22 de son règlement et déclarée perdante sur tapis sur le score de 2 à 0 (le match aller à Moscou s'était terminé sur un score nul 0 à 0). Malgré tout, la junte militaire décide d’organiser un simulacre de rencontre pour célébrer sa qualification et transforme l’événement en un spectacle de propagande. Le but est inscrit par Francisco Valdés.
À noter, la rivalité entre la RFA et la RDA ne fut jamais exacerbée ni exploitée politiquement, même lors des victoires de la RDA contre la RFA aux JO de 1972 (compétition que la RDA remportera) et à la coupe du monde 1974.
En 1984, le boycott des JO de Los Angeles par les pays du bloc communiste se répercutera sur le tournoi de football remporté par l'Équipe de France, étant donné l'absence des habituelles équipes favorites de ce tournoi. En effet, de 1952 à 1980, la médaille d'or est toujours revenue à une équipe du bloc de l'Est (l'URSS remportera également l'or en 1988).

### Dans l'Europe après ladislocation de l'URSS

#### Tensions dans les Balkans
À cause des guerres de Yougoslavie et de l'embargo international, la sélection yougoslave est exclue de l'Euro 1992.
Par la suite, les pays d'ex-Yougoslavie nouvellement indépendants créent chacun leur fédération de football et demandent leur reconnaissance auprès de la FIFA. C'est le cas de la Croatie et de la Slovénie dès 1992, de la Macédoine en 1994, de la Bosnie-Herzégovine en 1996. La Serbie fonde en 1992 avec le Monténégro la république fédérale de Yougoslavie, reconnue comme héritière de la Yougoslavie dans les instances sportives (FIFA, UEFA et CIO). Son équipe nationale fait ses débuts fin 1994 et retrouve la compétition officielle lors des qualifications pour la Coupe du monde 1998, à laquelle elle se qualifie en même temps que la Croatie. Avec la scission du Monténégro, dont la sélection nationale est reconnue en 2007, la Serbie reste seule héritière juridique et statistique de la Yougoslavie,.
Aujourd'hui, si les matchs entre ces anciens pays peuvent poser problème, les tensions se sont nettement apaisées au point que la création d'une Ligue des Balkans - héritier du Championnat de Yougoslavie - est un sujet qui émerge. Les seules tensions diplomatiques qui résultent et influencent l'organisation de rencontres concernent les matchs des clubs et de la sélection kosovardes, dont le pays a été intégré en 2016 à l'UEFA et à la FIFA. Ainsi, pour raison de sécurité, après le tirage au sort des éliminatoires de la coupe du monde 2018, l'UEFA déplace le Kosovo du groupe H au groupe I pour éviter une confrontation avec la Bosnie-Herzégovine. De plus, en octobre 2019, la fédération kosovarde a interdit l'entrée sur son territoire du bus de l'Etoile rouge de Belgrade pour un match de coupe de Serbie contre le FK Trepča, club serbe basé au Kosovo.
Les tensions entre l'Albanie et les pays yougoslaves sont par contre encore fraîches, à l'instar du match Serbie-Albanie d'octobre 2014, des matchs du championnat de Macédoine dans lesquels jouent un des clubs macédoniens issus de la communauté albanaise : Shkëndija, Renova Džepčište et Shkupi ou de manière indirecte lorsque des joueurs d'origine albanaise affronte la sélection serbe.

#### En Slovaquie, avec laminorité hongroise
Autres matchs sous tension, les rencontres opposants des clubs slovaques à des clubs hongrois ou au DAC Dunajská Streda.

#### Football auHaut-Karabagh
Le football européen est affecté par la guerre du Haut-Karabagh, qui oppose l'Arménie et l'Azerbaïdjan.
Ainsi, en 2007, l'UEFA annule les deux rencontres opposant l'Arménie et l'Azerbaïdjan dans le Groupe A des éliminatoires de l'Euro 2008. L'Azerbaïdjian a refusé d'accueillir la sélection arménienne sur son territoire, et l'Arménie a refusé de jouer la rencontre sur terrain neutre. Vu l'absence de compromis, l'UEFA décida d'attribuer 0 points aux deux sélections pour l'ensemble des deux matchs. En 2013, afin d'éviter une nouvelle situation de ce genre, l'UEFA décida d'un aménagement particulier pour les éliminatoires de l'Euro 2016 : l'Azerbaïdjan et l'Arménie ne seront pas tirés au sort dans le même groupe.
Au niveau des clubs, le cas du Qarabağ FK (club azéri) est emblématique de la situation : localisé à Agdam dans le Haut-Karabagh, le club joue à Bakou depuis la fuite de l'ensemble de la population urbaine à cause de la prise de la ville par les Forces armées du Haut-Karabagh.
Lors des phases de groupes de la Ligue Europa 2016, le joueur du Borussia Dortmund Henrik Mkhitaryan se voit interdit d'entrée sur le territoire azerbaïdjanais du fait de sa nationalité arménienne et ne peut donc disputer un match opposant son équipe au FK Qabala.
Lors des barrages de la Ligue Europa Conférence 2021-2022, certains supporters de l'Olympique de Marseille ont déployé des drapeaux arméniens et une banderole « le Haut-Karabagh, c’est l’Arménie » dans l'enceinte du Qarabağ FK. En conséquence, l'UEFA a infligé une amende de 18 000 euros pour « messages provocateurs de nature politique, idéologique, religieuse ou insultante ».

#### L'admission de Gibraltar en tant que sélection officielle
Lors du congrès de l'Union des associations européennes de football en janvier 2007, la Fédération de Gibraltar de football demande à être membre de l'UEFA, malgré l'opposition politique de l'Espagne. Mais l'UEFA refuse d'intégrer Gibraltar dans ses rangs. La sélection devient finalement membre provisoire le 1er octobre 2012, à la suite d'une décision du Tribunal arbitral du sport tenue en août 2011. Le 24 mai 2013, l'UEFA admet Gibraltar, devenant ainsi la 54e association membre.

#### Les conséquences de la guerre russo-ukrainienne
En Crimée après l'invasion russe, et le référendum et l'annexion par la Russie en 2014, la question du rattachement des clubs de la région au championnat russe se pose, en particulier pour les deux principaux clubs (Tavria Simferopol et PFC Sébastopol). Si dans un premier temps l'UEFA accepte ce rattachement, elle décide finalement d'interdire aux clubs de Crimée d’évoluer dans le championnat russe sans l’aval de l'Association ukrainienne de football et crée un championnat de football de Crimée (en).
Dans le Donbass, la guerre a détruit en 2014 la Donbass Arena , stade du Chakhtar Donetsk, ce qui contraint le club à s'entraîner à Kiev , puis à jouer ses matchs dans d'autres stades ukrainiens. De même, le Zorya Louhansk évolue dans un stade différent de son enceinte habituelle.
À l'occasion de l'Euro 2020, l'Association ukrainienne choisit un maillot qui met en avant une carte du territoire du pays en incorporant la Crimée toujours rattaché à la Russie. On y retrouve aussi, inscrit dans le col, Слава Україні (Slava Oukraïni) et Героям слава (Heroiam slava) (« Gloire à l'Ukraine » et « gloire aux héros ») un slogan scandé lors du soulèvement populaire d'Euromaïdan et la Révolution ukrainienne de 2014. La porte-parole du ministère russe des Affaires étrangères dénonce ces propos associés à des groupes nationalistes ayant combattu et coopéré lors de la Seconde Guerre mondiale avec les nazis. À la suite des plaintes russes, l'UEFA impose une modification du maillot de l'Ukraine, jugeant « politique » la mention « Gloire à nos héros ».
Le 24 février 2022, à quelques jours de la fin de la trêve hivernale, le championnat d'Ukraine est suspendu à la suite de l'instauration de la loi martiale dans le contexte de l'invasion du pays par la Russie. Autres conséquences, l'UEFA a décidé de délocalisé la finale de Ligue des Champions, prévue initialement à Saint-Pétersbourg, à Paris,, a disqualifié le Spartak Moscou de la Ligue Europa, puis a décidé que tous les clubs et équipes nationales de Biélorussie participant à ses compétitions devraient jouer leurs matchs à domicile dans des lieux neutres et à huis clos.
Le 2 mai 2022, l'UEFA écarte de nouveau les clubs et sélections nationales russes de ses compétitions pour la saison 2022 - 2023.
En ce qui concerne les élminatoires de la coupe du monde 2022, les trois nations concernées ou potentiellement concernées par un match de barrage contre la Russie (à savoir la Pologne, la Suède et la Tchéquie) ont fait connaître leur refus d'affronter la sélection russe. Si, dans un premier temps, la FIFA s’était contentée d’ordonner à la Russie de jouer ses matchs sur terrain neutre et à huis clos, sans hymne ni drapeau, l'institution mondiale a ensuite exclu la sélection russe des éliminatoires de la coupe du monde. Compte-tenu des conflits, le match de barrage entre l'Écosse et l'Ukraine, initialement prévu en mars, est reporté en juin.
Au niveau du sponsoring, l'UEFA et Schalke 04 ont mis fin à leur partenariat respectif avec Gazprom,, et Adidas a suspendu son partenariat avec la sélection russe.

### Les relations avec l'Afrique du Sud ségrégationniste
Si la sélection sud-africaine n'est pas sanctionnée dès l'instauration de l'Apartheid en 1948 (elle notamment l'un des membres fondateurs de la confédération africaine de football en 1956), sa suspension et son expulsion sont des sujets qui furent rapidement actés.
Interdits de participation à la CAN de 1957, les All Whites furent officiellement exclu par la CAF un an après.
Du côté de la FIFA, les sanctions sont plus lentes : affiliée depuis 1952, la fédération sud-africaine est suspendue en 1961 (malgré l'opposition de Stanley Rous, le nouveau président de la FIFA, pour qui le sport, et la FIFA en particulier, ne doit pas se mêler dans les affaires politiques) puis définitivement exclue en 1976 après la répression des émeutes de Soweto par le gouvernement sud-africain, et sous l'impulsion du nouveau président de la FIFA, João Havelange. La FASA n'est réintégrée à la CAF et à la FIFA qu'en 1992, après la fin du régime d'Apartheid.

### Leconflit israélo-palestinien
Le cas du conflit israélo-palestinien a également influencé l’organisation des compétitions sportives. À partir de 1974, Israël n’est affilée à aucune confédération en raison du refus des pays arabes de jouer contre des Israéliens. Israël est intégré à la zone Océanie en 1989, puis à la zone Europe en 1994.
Autre sujet de discorde, le maillot du CD Palestino de la saison 2014 dont le chiffre "1" représente la carte d'une partie de la Palestine mandataire avant la création de l'état d'Israël est interdit par la fédération chilienne de football.
En juillet 2017, le club grec Paniónios dispute le troisième tour qualificatif de la Ligue Europa 2017-2018 contre le club israélien du Maccabi Tel-Aviv. Lors du match retour, le club grec aligne Masoud Shojaei et Ehsan Hajsafi - internationaux iraniens (Shojaei est alors le capitaine de l'équipe). Or, comme l'Iran ne reconnaît pas l'existence de l'État d'Israël, les deux joueurs sont peu après bannis à vie de participation à la sélection iranienne,.
En juin 2018, est prévu un match amical entre les sélections argentine et israélienne. Initialement prévu à Haïfa, le match est relocalisé à Jérusalem. Or, dans un contexte tendu par la décision du président Donald Trump de déplacer l'ambassade américaine à Jérusalem, la fédération palestinienne de football, par la voix de son président Jibril Rajoub dénonce une utilisation politique de ce match, appelle à annuler la rencontre et menace de brûler des maillots du joueur star argentin Lionel Messi,. Devant l'ampleur pris par l'événement, la fédération israélienne décide finalement d'annuler la rencontre,,.

### Lacrise du Golfe
À cause de la crise diplomatique qui l'oppose à certains pays du Moyen-Orient, le Qatar n'a pas pu organiser la 23e édition de la coupe du Golfe. Les fédérations des Émirats arabes unis, de l’Arabie saoudite et du Bahreïn ont en effet refusé toute participation sur le sol qatarien. En finale, la sélection des EAU affronte l'équipe d'Oman, qui a déjà éliminé l'Arabie Saoudite et le Bahreïn (lui-même tombeur du Qatar). Oman sort vainqueur de la finale, déclenchant un grand mouvement de joie dans le pays mais aussi au Qatar, l’émir du Qatar adressant même ses félicitations au sultan d'Oman.

### L'identité arabe en question
La 10e édition de la coupe arabe des nations organisée au Qatar en décembre 2021 soulève une controverse identitaire lorsqu'une dizaine d'associations écrivent une lettre au président de la FIFA pour se plaindre de l’emploi du terme « arabe » qui excluraient certaines populations comme les Amazighs ou les Kurdes qui vivent au sein des nations sélectionnées pour la compétitions.

### Le football en tant qu'instrument de softpower
Au-delà de stratégies sportives ou nationale, le football est inclus par des Etats dans des stratégies d'influences géopolitiques à l'échelle internationale.
La principale stratégie consiste pour ces Etats à investir dans des clubs étrangers à très grande réputation :
- le Qatar avec le rachat du Paris Saint-Germain via Qatar Sports Investments, filiale du fonds souverains qatari
- l'Arabie Saoudite avec la tentative de rachat de Newcastle United[199] via son fonds souverain
- la Chine avec un investissement dans de nombreux clubs via différents fonds d'investissement étatiques ou des entreprises influencées par l'Etat[200]

Le Qatar investit également dans le paysage médiatique européen avec son réseau BeIn Sports, détenu là-aussi par Qatar Sports Investments, pour diffuser de nombreuses compétitions prestigieuses.
La Chine développe également la stratégie des stades : Depuis les années 1980, l'Etat chinois finance et bâtit une centaine d'enceintes africaines,

### Des cas de médiations diplomatiques
Le football peut également servir de médiateur diplomatique.
En 1997, le match Bolivie - France est organisé pour sceller une alliance diplomatique de circonstance. La Bolivie fait en effet partie des rares pays à ne pas s'opposer à la reprise des essais nucléaires français en 1995, en échange de l'organisation d'un match amical entre les deux nations à La Paz, lors de la visite officielle de Jacques Chirac en Bolivie. L'objectif ? Prouver à la FIFA qu'il est possible de jouer au stade Hernando Siles sans problème, bien que l'enceinte soit située à 3 637 mètres d'altitude. À cette occasion, le président bolivien Hugo Banzer Suárez remet le titre de « Grand condor des Andes » (la plus grande distinction du pays) au président français pour avoir défendu la cause andine et défié la FIFA.
En 1998, lors de la Coupe du monde en France, un match du groupe F opposant l'équipe des États-Unis à celle d'Iran permet de rapprocher les deux pays — match remporté 2-1 par l'Iran.
En 2002, la Coupe du monde se tient conjointement en Corée du Sud et au Japon. Ne voulant pas trancher entre ces deux nations historiquement rivales, la FIFA a en effet décidé, contre toute logique sportive, de leur confier l'organisation de cette Coupe du monde afin de favoriser leur réconciliation.
En 2008-2009, l'Arménie et la Turquie ont accompagné leurs matches de sélection pour la Coupe du monde 2010 d'un rapprochement diplomatique. Cette "diplomatie du football" aboutit quatre jours avant le match retour en octobre 2009 à la signature d'un accord historique entre les deux pays,.

### Des équipes qui défient les frontières officielles

#### Lesclubs qui jouent dans un championnat étranger
Malgré une règle de la FIFA qui contraint les clubs à évoluer dans des compétitions organisées par la fédération dont dépendent les clubs, il existe plusieurs cas de clubs évoluant dans des championnats étrangers :
- Angleterre : Cardiff City FC, Swansea City FC[208], Newport County FC et Wrexham AFC
- Australie : New Zealand Knights FC et Wellington Phoenix FC[209].
- Écosse : Berwick Rangers FC[210]
- Espagne : Andorra FC[211]
- États-Unis :
  - Toronto FC, Vancouver Whitecaps FC, Impact de Montréal en MLS[212] ; Fury d'Ottawa en NASL, Lynx de Toronto, Thunder Bay Chill, Forest City London, Abbotsford Mariners et Vancouver Whitecaps Residency en Premier Development League
  - Bermuda Hogges en Premier Development League
  - Puerto Rico Football Club NASL (les Islanders de Porto Rico l'ont précédé)[213]
- France : AS Monaco
- Irlande : Derry City FC[214]
- Italie : Saint-Marin Calcio[215] et AC Juvenes/Dogana
- Serbie : FK Trepča (à ne pas confondre avec le KF Trepça)

#### L'héritage footballistique des pays qui disparaissent
Lorsqu'un pays disparaît, se posent différentes questions administratives et symboliques liées à son héritage footballistique, comme son siège auprès de la FIFA, de l'UEFA et du CIO, ou encore l'attribution de son palmarès. Si le pays intègre légitimement un autre pays, ces éléments sont annulés, tandis que si le pays se dissout, ces éléments sont attribués à l'un des nouveaux pays créé.
| Pays dissous         | Période d'existence | Pays héritier        | Autre(s) pays |
| -------------------- | ------------------- | -------------------- | --- |
| Tchécoslovaquie      | 1919-1993           | Tchéquie             | Slovaquie |
| Yougoslavie          | 1920-1992           | Serbie-et-Monténégro | Croatie, Slovénie, Macédoine, Bosnie-Herzégovine                                                                                 |
| Serbie-et-Monténégro | 1994-2006           | Serbie               | Monténégro |
| URSS                 | 1924-1991           | CEI                  | Estonie, Lettonie, Lituanie |
| CEI                  | 1992                | Russie               | Arménie, Azerbaïdjan , Biélorussie, Géorgie, Kazakhstan, Kirghizistan, Moldavie, Ouzbékistan, Tadjikistan, Turkménistan, Ukraine |

#### Le sélections des pays non-reconnus par la communauté internationale
L'affiliation d'une fédération à la FIFA est un sujet influencé par la géopolitique. L'article 11.1 des statuts de la FIFA stipule que "peut devenir membre de la FIFA toute association responsable de l’organisation et du contrôle du football dans un pays. Par pays, on entend dans ce contexte un État indépendant reconnu par la communauté internationale". Or certaines fédérations ne sont pas liées à un État indépendant. Ainsi, si l'ONU reconnaît 197 États, la FIFA compte 209 associations membres. Ce phénomène s'explique par la suite de l'article 11 : à l'aliéa 5, il est stipulé que "chacune des quatre associations britanniques est reconnue comme association membre individuelle de la FIFA." (ce qui s'explique par l'importance de l'Écosse, l'Irlande du Nord et le pays de Galles dans la naissance et le développement du football) ; à l'alinéa 6, il est écrit qu'"avec l’autorisation de l’association membre du pays dont elle dépend, une association d’une région n’ayant pas encore obtenu l’indépendance peut également demander l’admission à la FIFA".
En novembre 2003 est fondée la NF-Board, une fédération internationale de football regroupant des équipes non reconnues par la FIFA. Elle s'occupe de la coordination des matches de ses différents membres, et à ce titre, a organisé la Viva World Cup à partir de 2006. En 2013, à la suite de soupçons de malversation à l'encontre du NF-Board, le concept de la Viva World Cup est repris par la Confédération des Associations de football indépendants qui organise depuis 2014 la Coupe du monde de football ConIFA.

### L'intervention d'autres juridictions dans le monde du football
De par leur ancrage dans des sociétés régulées par le droit, les acteurs du monde du football peuvent avoir à répondre de leurs actes devant d'autres juridictions.

#### L'encadrement des pratiques par le droit et la politique
Les administrations nationales n'hésite pas à intervenir dans la gestion des affaires sportives. Si la FIFA accepte un certain encadrement des pratiques, elle n'hésite pas à punir d'exclusion tout club ou toute sélection nationale soumis à l'ingérence politique.
En 1995, la Cour de justice des Communautés européennes (CJCE) rend l'arrêt Bosman, du nom du joueur qui contestait la conformité des règles régissant les transferts, au regard du droit de l'Union européenne. Cette décision établit l'illégalité des quotas de sportifs communautaires et de ceux de sportifs non communautaires ressortissant d’États ayant signé des accords d’association ou de coopération de l’Union européenne. Depuis cet arrêt, il n'est plus possible de limiter le nombre de sportifs dans une équipe ou une compétition professionnelle en fonction de leur nationalité. En conséquence, cette décision a entraîné des bouleversements dans les effectifs des plus grands clubs qui ont le pouvoir de recruter les meilleurs joueurs de clubs moins riches et ne sont plus obligés de se consacrer à la formation de joueurs locaux. Ce changement pèse également sur le rapport de force entre dirigeants et joueurs, les entraîneurs sont poussés à faire évoluer leur management pour ménager des joueurs plus libres qu'avant.
En 2002, la FIFA reconnaît la compétence du tribunal arbitral du sport, une institution internationale proposant un arbitrage ou une médiation dans le monde du sport, notamment pour les problèmes relatifs au dopage ou aux transferts.

#### Des pratiques illégales punies par la loi
Différentes affaires de corruption ont défrayé l'histoire du football, et nombre d'entre elles se sont soldées par des condamnation pénales. Parmi les plus célèbres citons l'affaire de la caisse noire de l'ASSE, le Totonero, l'Affaire Standard-Waterschei, l'affaire VA-OM, le Calciopoli ou le Fifagate.
En 2016 sortent les Football Leaks, des scandales financiers et de corruption associés à la divulgation de plus de 18,6 millions de documents liés au fonctionnement des instances du football international, obtenus par Der Spiegel et traités par l'European Investigative Collaborations en collaboration avec plusieurs médias européens. Les fuites concernent des contrats, des transferts, des commissions et de l'évasion fiscale dans le monde du football et des pratiques de collusion. Rui Pinto, le lanceur d'alerte lié aux fuites, a été arrêtée à Budapest, en Hongrie, le 16 janvier 2019, à la demande des autorités portugaises pour suspicion d'extorsion qualifiée, de violation du secret et d'accès illégal à des informations,,.